# St. Georg (Effeltrich)

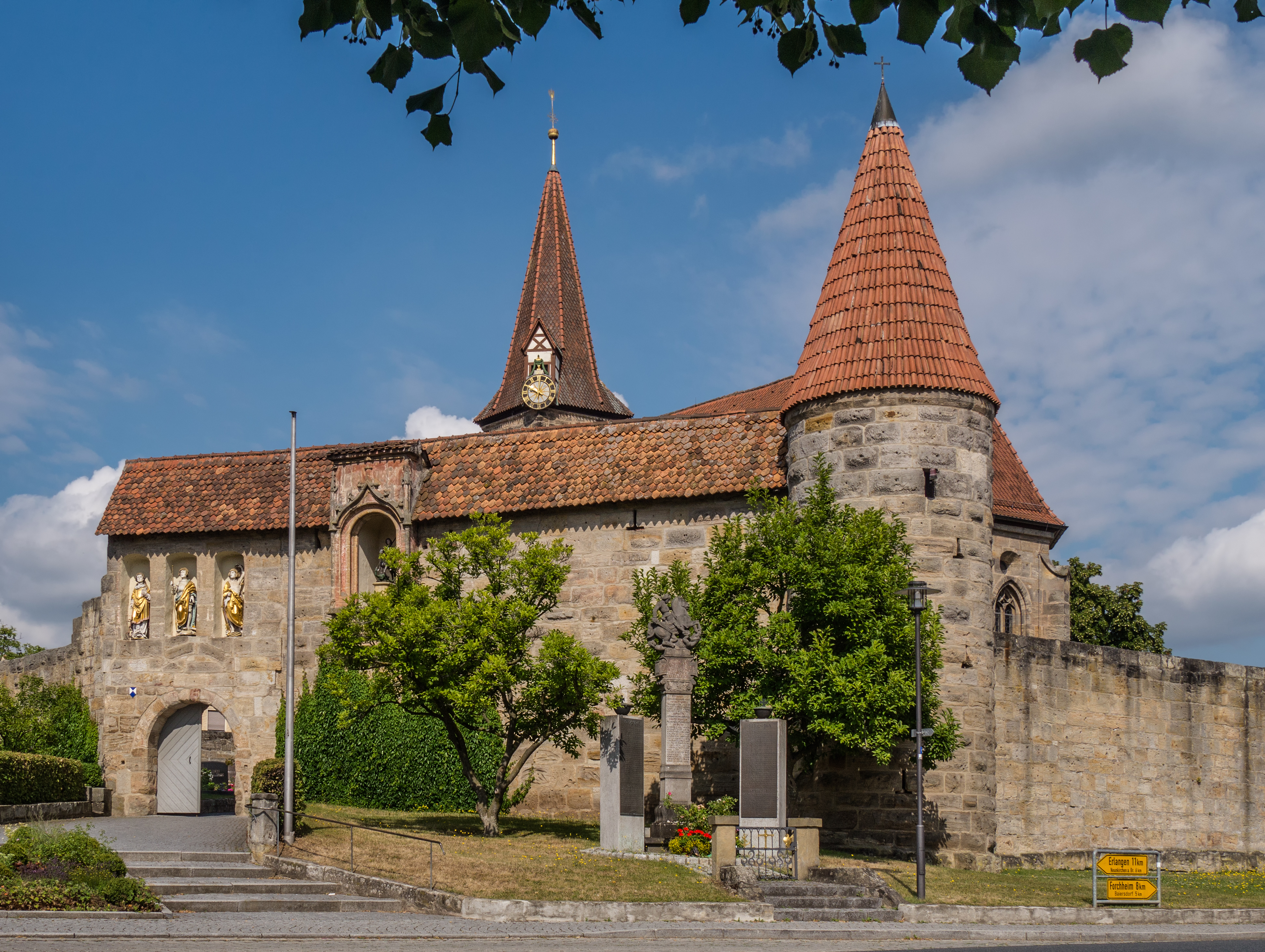
Außenansicht der Kirchenburg Effeltrich von Nordosten, im Vordergrund der dem Dorfzentrum zugewandte Torbau

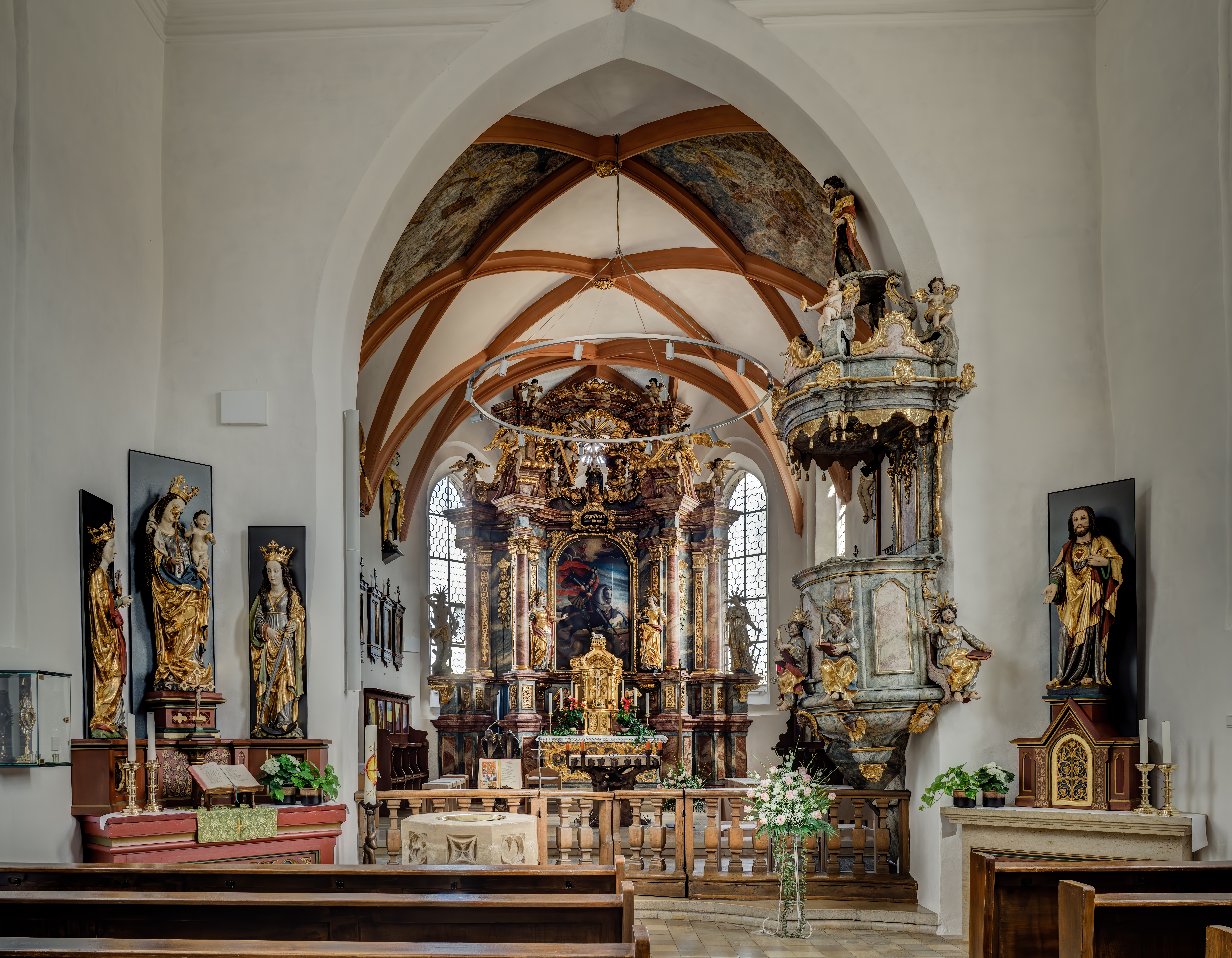
Innenraum der Pfarrkirche St. Georg, Blick zum Chor

Die römisch-katholische Pfarrkirche St. Georg ist ein denkmalgeschütztes Kirchengebäude in Effeltrich, einer Gemeinde im oberfränkischen Landkreis Forchheim. Es ist Teil der Kirchenburg Effeltrich, welche als die am besten erhaltene Wehranlage dieser Art in Oberfranken gilt. Die Anlage ist als Baudenkmal mit der Nummer D-4-74-122-22 in der Bayerischen Denkmalliste eingetragen.
Die Pfarrgemeinde Effeltrich umfasst neben der Pfarrkirche, deren Patron der heilige Georg (Gedenktag: 23. April) ist, auch die Filialkirche St. Vitus in Gaiganz. Sie gehört zum Dekanat Forchheim des Erzbistums Bamberg und bildete von 2009 bis 2019 einen Seelsorgebereich mit den Pfarreien Langensendelbach und Poxdorf. Seit 2019 gehört sie zum Seelsorgebereich Neubau mit Sitz Neunkirchen am Brand.

## Geschichte
Nach seiner Gründung im 9. oder 10. Jahrhundert gehörte Effeltrich zunächst zum Sprengel der Pfarrkirche St. Martin in Forchheim, bevor ab dem 11. Jahrhundert St. Michael in Neunkirchen zur Mutterkirche von Effeltrich und Poxdorf wurde. Durch seine Zugehörigkeit zur Hofmark Neunkirchen war Effeltrich im Mittelalter und in der frühen Neuzeit dem Hochstift Bamberg unterstellt, aber zeitweise mit der gesamten Hofmark an andere Herrscher verpfändet. Erst mit Säkularisation 1802 endete dieser Zustand. Bereits Mitte des 17. Jahrhunderts war Effeltrich nach Kersbach umgepfarrt worden. 1881 wurde in Effeltrich eine Lokalkaplanei errichtet, bevor es 1937/38 zur Pfarrei erhoben wurde. Dadurch wurde der Grundstein zur Erhaltung der historischen Kirchenburg samt Wehrkirche gelegt, die seither mehrfach renoviert wurde.

### Baugeschichte der Kirchenburg
Unter dem Eindruck der Hussitenkriege (1430) und des Ersten Markgrafenkriegs (1449, 1450), während derer Effeltrich insgesamt dreimal von plündernden Truppen heimgesucht wurde, entstand ab den 1460er Jahren rund um eine bestehende, wohl um 1300 erbaute Kapelle die Kirchenburg. Sie zählt mit den Anlagen in Hannberg, Hetzles und Kraftshof zu einer Gruppe architektonisch eng verwandter Kirchenburgen, die zwischen 1460 und 1510 im Raum Erlangen entstanden.

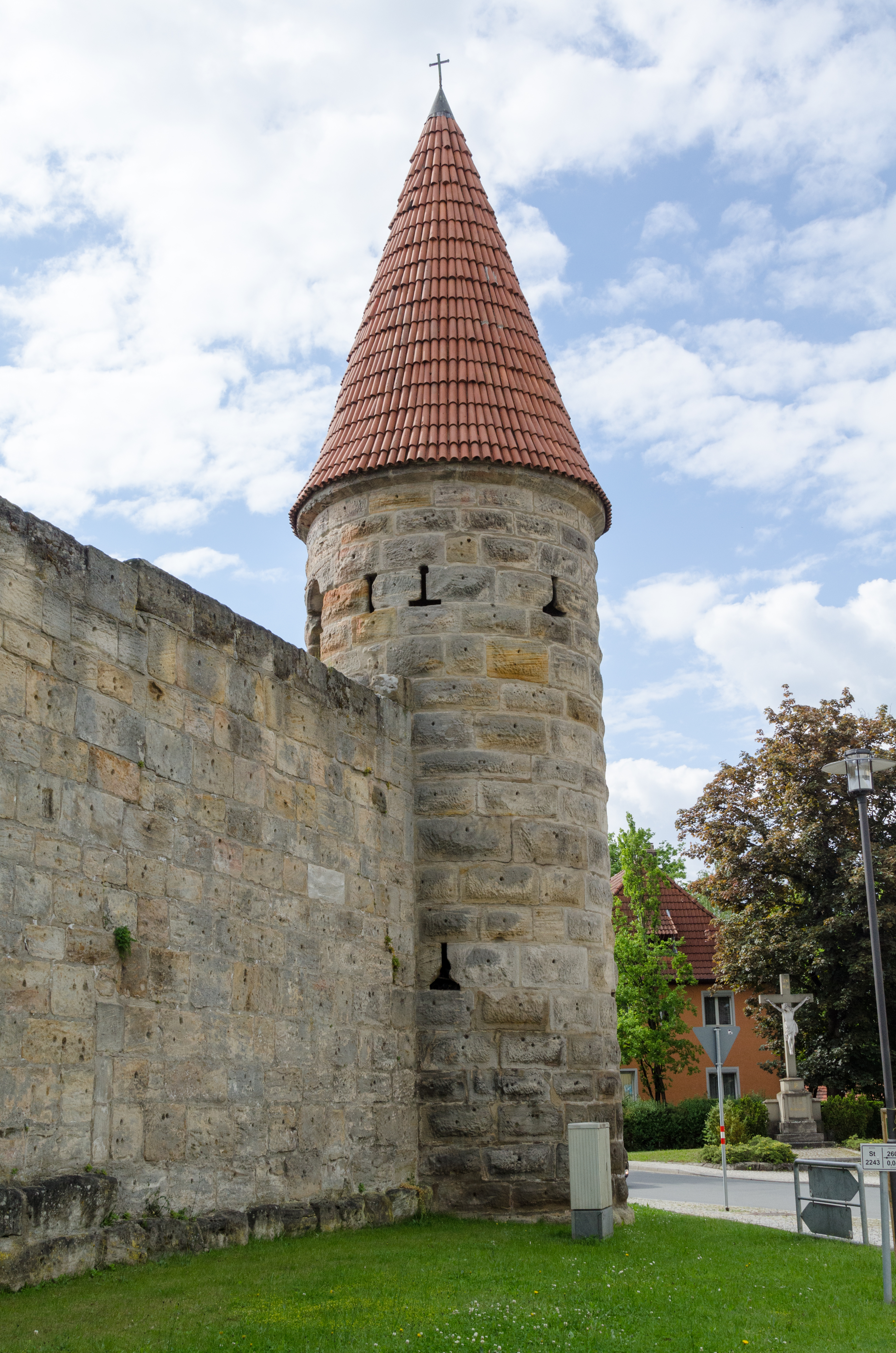
Verschiedene Schießschartenformen am Nordostturm

Aus dendrochronologischen Untersuchungen geht hervor, dass der Bau der Kirchenburg Effeltrich in den 1460er Jahren auf der Ostseite begann und dann über Norden nach Westen fortgesetzt wurde, sodass der auf 1473 datierte Westturm das jüngste erhaltene Bauteil darstellt. Ablesen lässt sich der Baufortschritt nicht nur an mehreren Baufugen, sondern auch anhand verschiedener Schießschartenformen: Während an der Ost- und Nordseite noch T- und L-förmige Schießscharten für Armbrüste ausgeführt wurden, sind am Südwestturm die eigentlich zeitgemäßen Schlüsselscharten für Hakenbüchsen zu finden. Zu diesem Zeitpunkt überformte man wohl auch die zuvor angelegten T- und L-Scharten zu Schlüsselscharten. Ausgangspunkt der Bautätigkeiten war der Torturm, dessen Unterteil auf älteren Torbau zurückgeht. Dieser wird aufgrund von geborgenem Bauholz auf das Jahr 1303 datiert. Dieser erste Torbau dürfte also gleichzeitig mit dem Vorgängerbau der heutigen Pfarrkirche entstanden sein.
Die Kirchhofbefestigung wurde im Laufe der Jahrhunderte mehrmals umgestaltet. Anfangs dürfte die Wehrmauer ein Quadrat mit einer kurz abgeschrägten Torfront gen Südosten dargestellt haben, deren Orientierung durch den älteren Torbau vorgegeben war. Gemäß einer Baubeschreibung aus dem Jahr 1801 erhoben sich an allen vier Ecken bis zu elf Meter hohe, schlanke Rundtürme mit hoch aufragenden, polygonalen Spitzkegeldächern. Vermutlich wurde der Torbau – ähnlich wie bei den Anlagen in Kraftshof und vermutlich auch Hannberg – ursprünglich von einem weiteren Rundturm flankiert, der aber nicht erhalten ist. Das 1966 eingeführte Gemeindewappen Effeltrichs zeigt eine solche Torfront mit zwei Türmen. Zwischen den fünf Türmen erstreckten sich jeweils acht bis neun Meter hohe und 1,3 Meter dicke Mauern, die an der Oberseite mit einem gedeckten Wehrgang abgeschlossen waren. Ein solcher ist heute nur mehr am Torbau zu finden. Die Verteidigung der Mauerabschnitten basierte auf dem damals bereits überholten Prinzip der Vertikalverteidigung und erfolgte von einer 40 Zentimeter dicken Brustwehr aus. Die Türmen wiesen dagegen mehrere gewölbte Wehrgeschosse auf und waren auf eine leicht schräge Horizontalverteidigung ausgelegt. Besonders wehrhaft war der Ostturm, an dem man insgesamt 15 T-Scharten auf vier verschiedenen Geschossen verteilte.
Effeltrich wurde 1552 im Zweiten Markgrafenkrieg erneut geplündert, wobei die Kirchenburg wohl eingenommen wurde. Die südliche Kurtine wurde komplett geschleift, auch die Ostmauer wurde trotz des damals vorgelagerten Wehrgrabens beschädigt. Nach Kriegsende wurde die Ostmauer instand gesetzt, während die südliche Kurtine völlig neu errichtet werden musste. Dabei wurde nicht nur der Verlauf der Ringmauer leicht verändert, sondern auch anstelle des zerstörten Rundturms an der Südwestecke ein einfacher und kostengünstiger auszuführender Viereckturm errichtet. Dieser wiederum wurde von 1960 bis 1962 als Beinhaus neu errichtet. In den Jahren 1653/54 wurde der Wehrgang erneuert, wobei er als zum Kirchhof hin offene Holzkonstruktion mit Satteldach ausgeführt wurde. Heute ist er nach Abbruchtätigkeiten 1809, 1813 und 1835, als der obere Teil der Ringmauer zurückgebaut wurde, nur noch entlang des Torbaus erhalten.

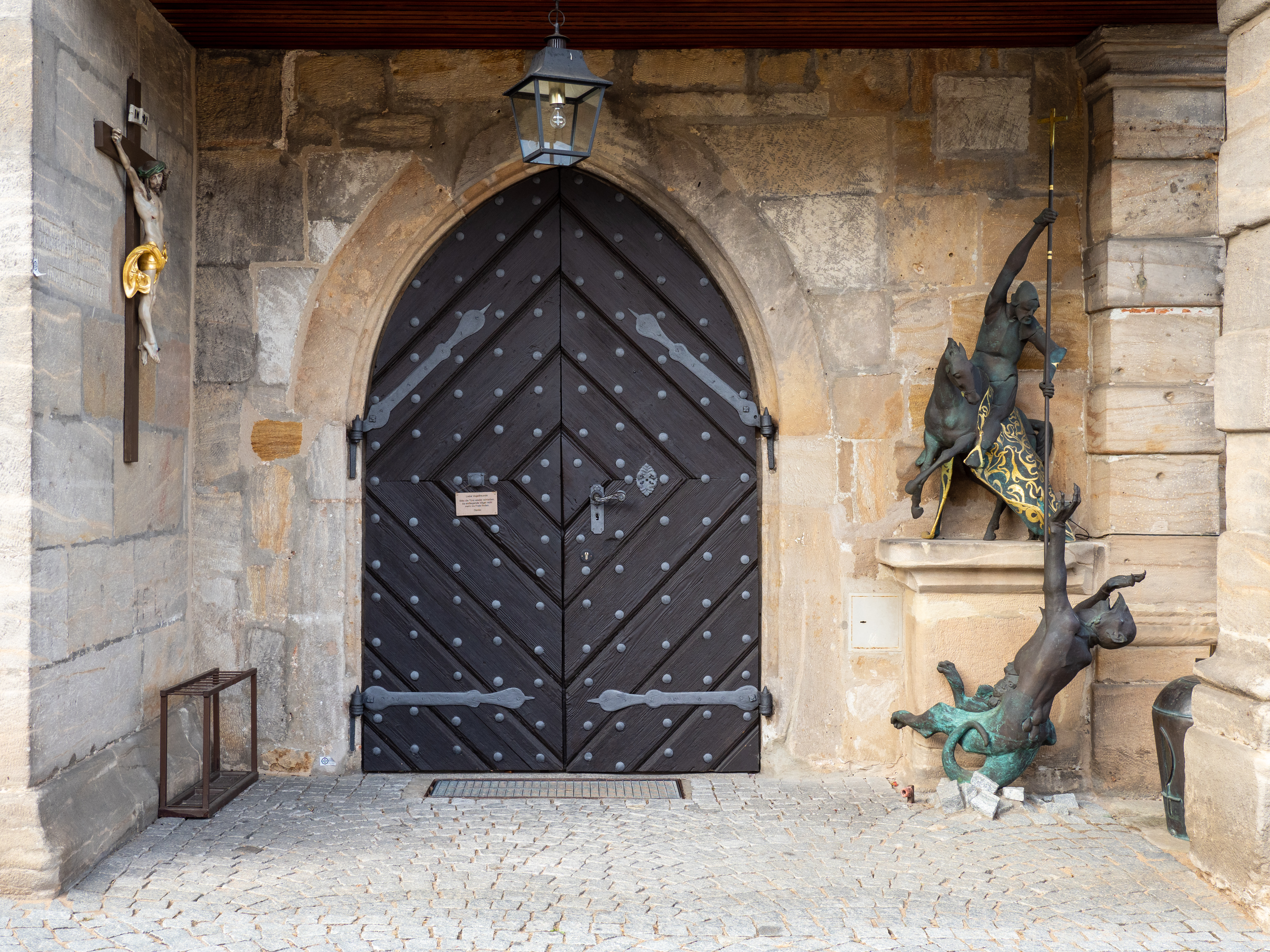
Bronzeskulptur des heiligen Georg als Drachentöter (Harro Frey, 2001) am Südportal der Pfarrkirche

### Baugeschichte der Pfarrkirche
Die Pfarrkirche geht im Kern auf eine wohl dreiachsige Chorturmkirche aus der Zeit um 1300 zurück. Teile der ältesten Bausubstanz sind noch im unteren Bereich der nördlichen Langhausmauer zu finden. 1405 wurde das Langhaus um eine Achse verlängert und erhöht. Außerdem wurde der bis heute bestehende Turm errichtet. Erst 1433 wurde der Kirchenbau als Kapelle von Effeltrich erstmals urkundlich erwähnt. Im Jahr 1497, als rund um die Kirche bereits eine Wehranlage bestand, fügte man den heutigen Chor an und erhöhte erneut das Langhaus. Hierzu wurde der alte Dachstuhl abgetragen und ein Stück höhergesetzt. Die Daten 1405 und 1497 gehen aus einer dendrochronologischen Untersuchung hervor. Dadurch wurde gezeigt, dass die am südöstlichen Strebepfeiler des Chores schwach lesbare Jahreszahl 1509 keine Bezug zu Bautätigkeiten an der Kirche besitzt. Vielmehr geben die verwendeten Steinmetzzeichen Aufschluss über den genauen Zeitpunkt des Umbaus. So ist an der Kirche das Zeichen Hans Beheims d. Ä. zu finden, der 1494/95 auch die Kaiserstallung der Nürnberger Burg errichtete. Daher gilt Hans Beheim d. Ä. heute als verantwortlich für den Umbau der Effeltricher Kirche 1497.
An der Südseite des Langhauses wurde um 1520 ein Anbau errichtet, in dem sich eine Ölberggruppe befindet. Das oberste Turmgeschoss, das früher wohl mit Scharwachttürmen versehen war, wurde erst im 16. Jahrhundert aufgesetzt. Der heutige, polygonale Spitzhelm wurde vermutlich 1797 errichtet, als man ihn mit einem nach Südosten ausgerichteten Uhrerker aus Fachwerk verzierte. In der Barockzeit wurde auch der Innenraum umgestaltet. So frischte der Maler Johann Brückner aus Ebermannstadt 1730 die damals „abgestorbenen“ Gemälde farblich auf (1979 wurden diese wieder freigelegt), strich die Gewölberippen neu und belegte den Namen Jesu mit Dukatengold. Die 1732 als baufällig bezeichnete Holzdecke des Langhauses wurde nur ein Jahr später durch den Bamberger Tüncher Mitternacht mit einem glatten Verputz und der gesamte Kirchenraum mit einer Ausweißung versehen. Zwischen 1750 und 1760 wurde der Innenraum im Stile des Rokoko umgestaltet; zum Abschluss wurde 1760 die Decke stuckiert. Die damals aufgestellten Seitenaltäre mussten 1892/93 neugotischen Seitenaltären weichen, deren Aufbauten inzwischen verloren gingen. 1892/93, 1929, 1950, 1978/79 und in den 1990er Jahren wurden jeweils Renovierungsarbeiten durchgeführt.
Zwischen 1993 und 2003 schuf der Bildhauer Harro Frey aus Pettensiedel neben einer modernen Altarausstattung mit Volksaltar, Ambo und Osterleuchter auch die Bronzeplastik des heiligen Georg am Kirchenportal sowie ein bronzenes Paar in fränkischer Tracht vor dem Pfarrhof. Zur gleichen Zeit malte der Künstler Emil Wachter aus Karlsruhe zehn Bildmeditationen mit Szenen aus der Schöpfungsgeschichte für das barocke Chorgestühl. Im Jahr 2003 wurde das Pfarrzentrum in der Nähe der Kirchenburg fertiggestellt.

## Architektur

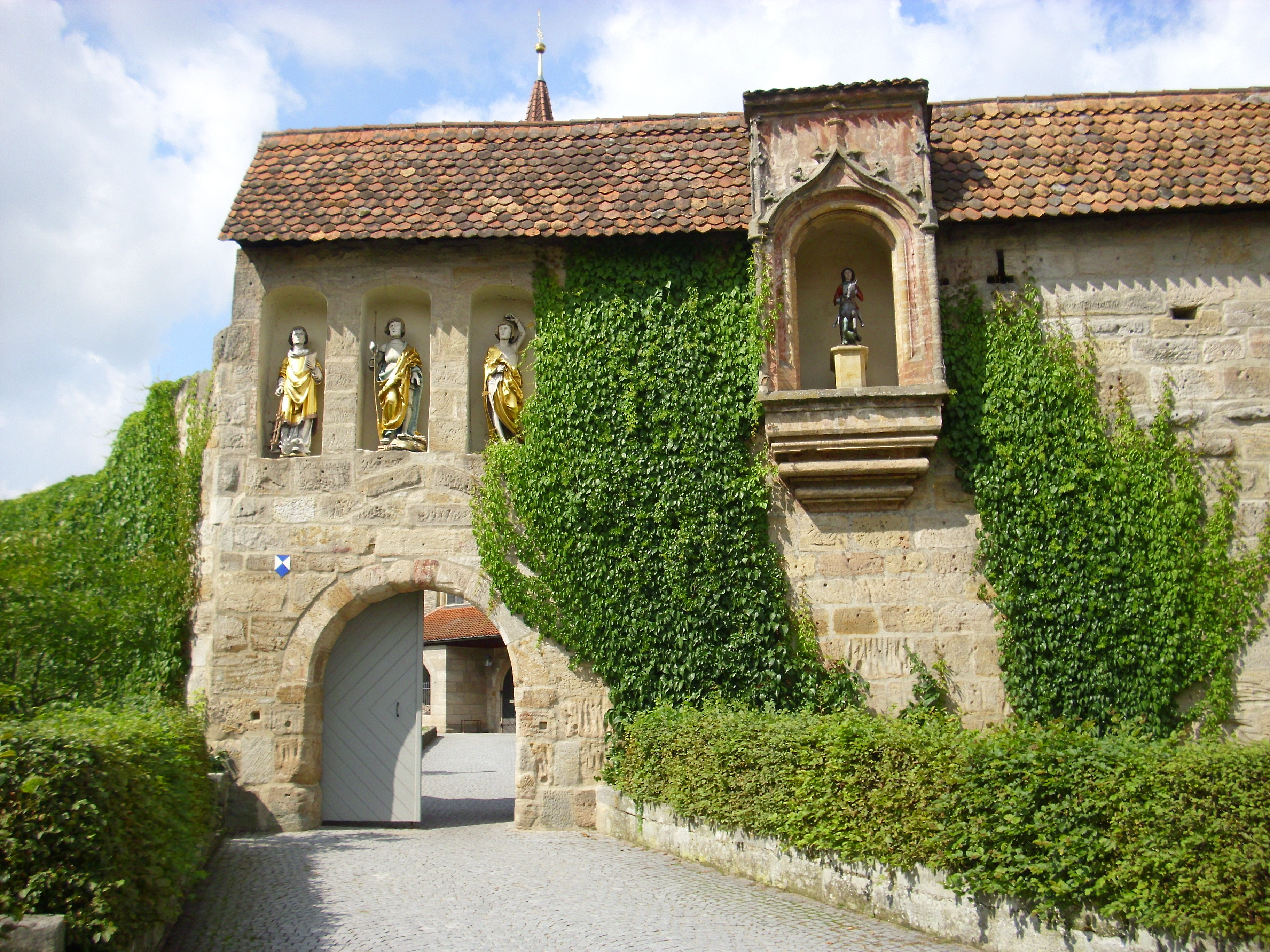
Außenansicht des Torbaus mit Figurennischen und Ziererker

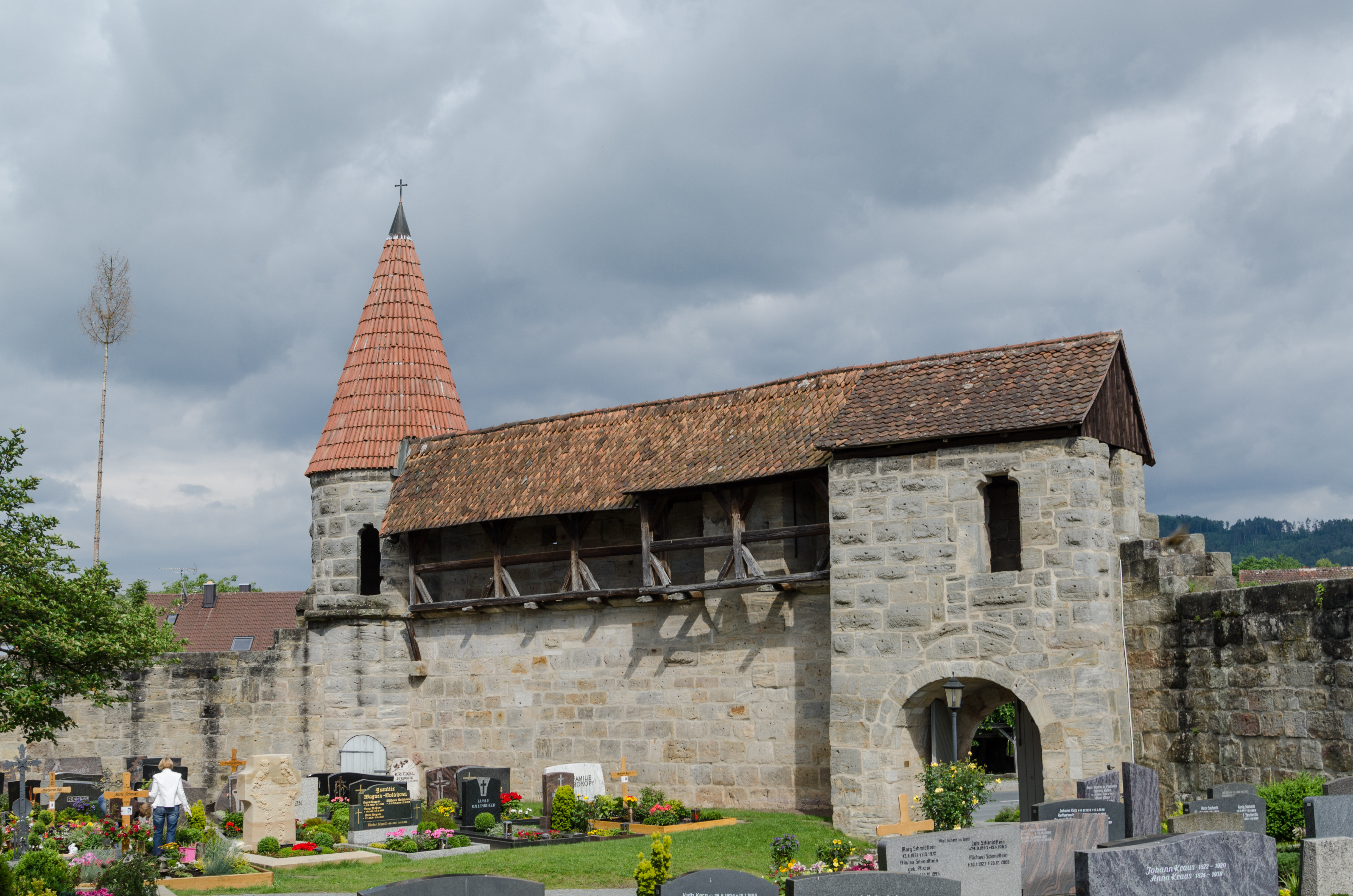
Innenansicht des Torbaus mit gedecktem Wehrgang

### Kirchhofbefestigung

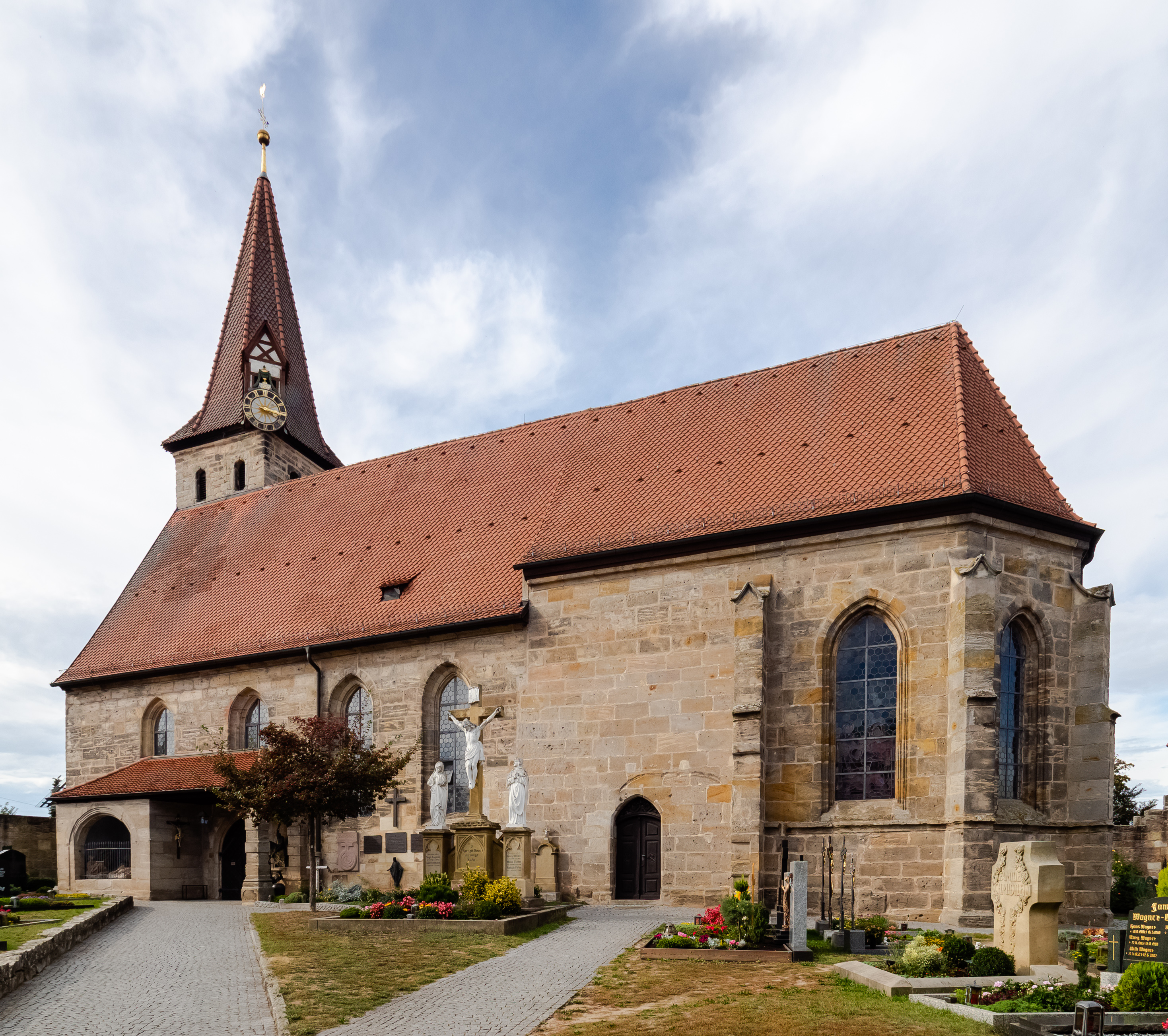
Außenansicht der Pfarrkirche St. Georg von Südosten

Entsprechend der Ausrichtung der Pfarrkirche, deren Achse gegenüber der Ostung leicht nach Norden verdreht ist, verlaufen auch die Wehrmauern. Die Ringmauer, bestehend aus fünf Abschnitten, ist insgesamt rund 180 Meter lang und umfasst den Kirchenfriedhof. Seit dem Umbau infolge des Zweiten Markgrafenkriegs ist die Ausdehnung in Nord-Süd-Richtung (ca. 48 Meter) etwas größer als die Ost-West-Ausdehnung (ca. 42 Meter). Die kürzeste und zugleich am aufwändigsten gearbeitete Seite stellt der dem Dorf zugewandte Torbau auf der Südostseite dar, der einen aufwändig gestalteten Ziererker und drei korbbogige Figurennischen enthält. Im Übrigen bilden die Befestigungsmauern annähernd ein Rechteck. An den Ecken im Südosten, Nordosten und Nordwesten befinden sich drei Rundtürme mit Spitzkegeldächern, die aus der Erbauungszeit der Anlage stammen. Der Südwestturm wurde nach der Zerstörung im Zweiten Markgrafenkrieg als Viereckturm errichtet, Anfang der 1960er Jahre abgebrochen und als Beinhaus wiederaufgebaut. An seiner Tür befindet sich ein Relief, das im Zuge der Umfunktionierung zum Beinhaus von dem Neunkirchener Bildhauer Felix Müller geschaffen wurde. Es stellt den Erzengel Michael als Seelenwäger dar. Der Torbau wird lediglich im Osten von einem Rundturm flankiert, das westliche Pendant fehlt. Außerdem ist dieser als einzige Kurtine in voller Höhe erhalten und weist an der Innenseite einen hölzernen Wehrgang auf, der im Zuge eines Umbaus der Anlage 1653/54 errichtet wurde. Der einst vermauerte Hocheingang zum Obergeschoss des Torbaus ist heute wieder geöffnet. Die übrigen Kurtinen wurden im Zuge von Rückbaumaßnahmen in der ersten Hälfte des 19. Jahrhunderts gestutzt, wobei auch die Wehrgänge entfernt wurden.
Sorgfältig gearbeitete Baudetails wie Glatt-, Buckel- und Bossenquader aus Sandstein sowie Rundbogen- und Schulterbogentüren spiegeln im Hinblick auf die Erbauungszeit eine qualitätvolle Steinmetzarbeit wider. Dagegen weisen etliche Bau- und Stoßfugen innerhalb der einzelnen Kurtinen, die nicht in die Mauerabschnitte eingebundenen Rundtürme sowie die unzweckmäßige Anordnung und Ausführung der Schießscharten auf ein geringes Maß an Planung und eine übereilte Bauausführung hin. Bemerkenswert sind die Buckelquader, die für die Rundtürme und das Obergeschoss des Torbaus verwendet wurden. Diese weisen entsprechend ihrer späten Zeitstellung breite Randschläge mit harten Übergängen zu den Buckeln sowie Zangenlöcher auf. Diese Art von Mauerwerk war traditionell Burg- und Schlossbauten vorbehalten und ist wohl als psychologischer Kniff zu verstehen, der die Wehrhaftigkeit der Kirchenburg optisch unterstreichen sollte.
Der Torbau enthält am westlichen Ende ein rundbogiges Tor, das den einzigen Zugang zum Kirchhof darstellt. Über dessen Entlastungsbogen wurden 1720 drei nach außen offene Figurennischen geschaffen. In diese wurden spätgotische Figuren der Heiligen Laurentius, Georg und Sebastian gestellt, die aus der Zeit um 1520 datieren. Nachdem 1987 Kopien der historischen Figuren erstellt worden waren, erhielten die Originale in Gewölbezwickeln des Chorraums der Pfarrkirche einen geschützten neuen Standort. Östlich der Figurennischen befindet sich ein massiver Ziererker, der Farbbefunduntersuchung von 1984 zufolge im frühen 16. Jahrhundert ergänzt wurde. Aufgrund der Rückverankerung im Mauerwerk des Torbaus musste innen der Wehrgang verschmälert werden. Die stichbogige Außennische wird von einem mit Krabben und Fialen verziert Kielbogen eingerahmt und enthält eine auffallend kleine Reiterfigur des Kirchenpatrons Georg aus dem frühen 16. Jahrhundert. Sie stand ursprünglich auf einem Podest am Kirchenportal und wurde erst 1720 in die Nische versetzt. Die zuvor dort befindliche Standfigur des heiligen Georg wanderte dagegen ins Kircheninnere.
Der Aufstieg zu dem nur 80 Zentimeter breiten Wehrgang erfolgte über mehrere Kragtreppen auf den Innenseiten der Mauerabschnitte. Am Nordwestturm oder an der Ostmauer sind die Überreste solcher Kragtreppen gut erkennbar. Dass der Wehrgang an den Innenseiten um die Ecktürme herumgeführt wurde, zeigen die Zugänge zu den Turmobergeschossen auf Höhe des Wehrgangs. Um das Torhaus wurde der Wehrgang nicht herumgeführt; er führte durch dessen Obergeschoss hindurch. Der Raum im Obergeschoss des Nordwestturms war zumindest zeitweilig als Wohnraum für einen Wachmann nutzbar, wie an dem außen gerichteten Abtritterker, dem Rauchfang einer Herdstelle bzw. eines Glutbeckens und einer Bodenluke erkennbar ist. Auch der rund 70 Jahre ältere Kirchturm wurde in die Wehranlage einbezogen. Sein erstes Obergeschoss war ursprünglich nur über einen Hocheingang mit schulterbogiger Innennische vom Kirchhof her erreichbar. Beim Bau des westlichen Mauerabschnitts brach man in den frühen 1470er Jahren einen zweiten Zugang durch die westliche Turmwand in das erste Obergeschoss. Da an dieser Stelle die Wehrmauer den geringsten Abstand zum Kirchenbau aufweist, konnte mittels eines nur 2,5 Meter langen Holzstegs ein Übergang zwischen Kirchturm und westlichem Wehrgang geschaffen werden.

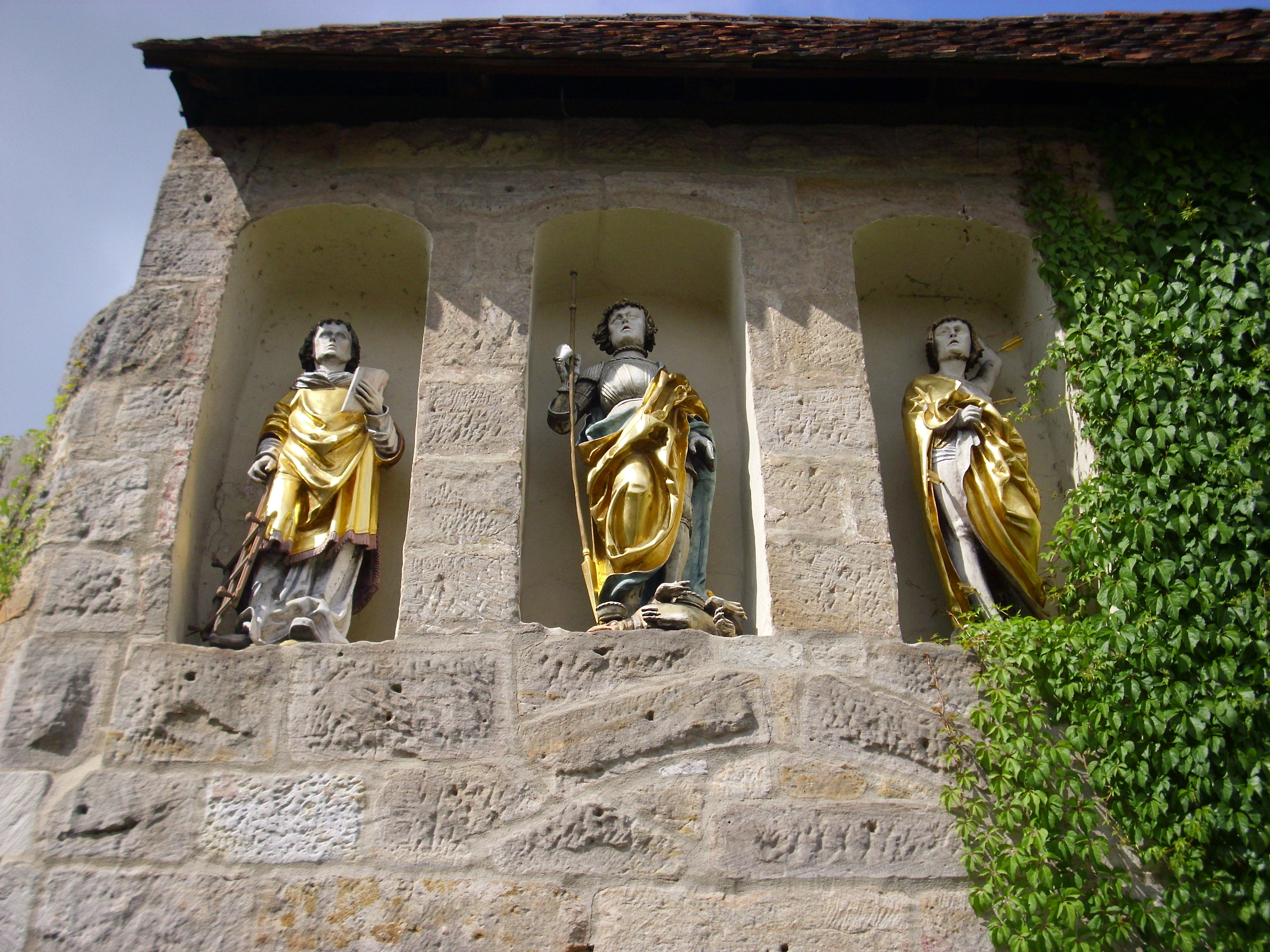
Figurennischen am Torbau: Figuren der hll. Laurentius, Georg und Sebastian (von links nach rechts)
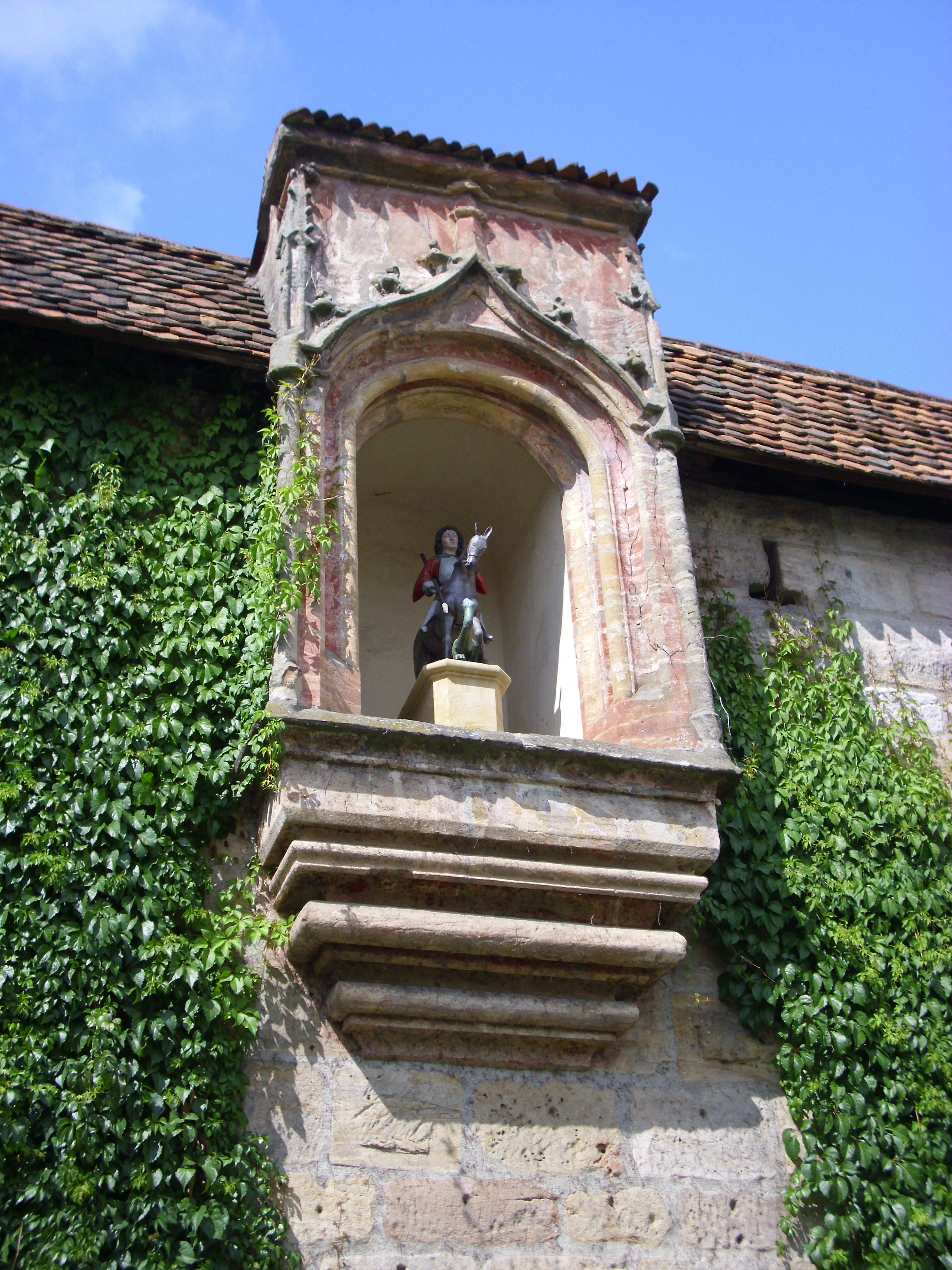
Ziererker am Torbau: Figur des hl. Georg
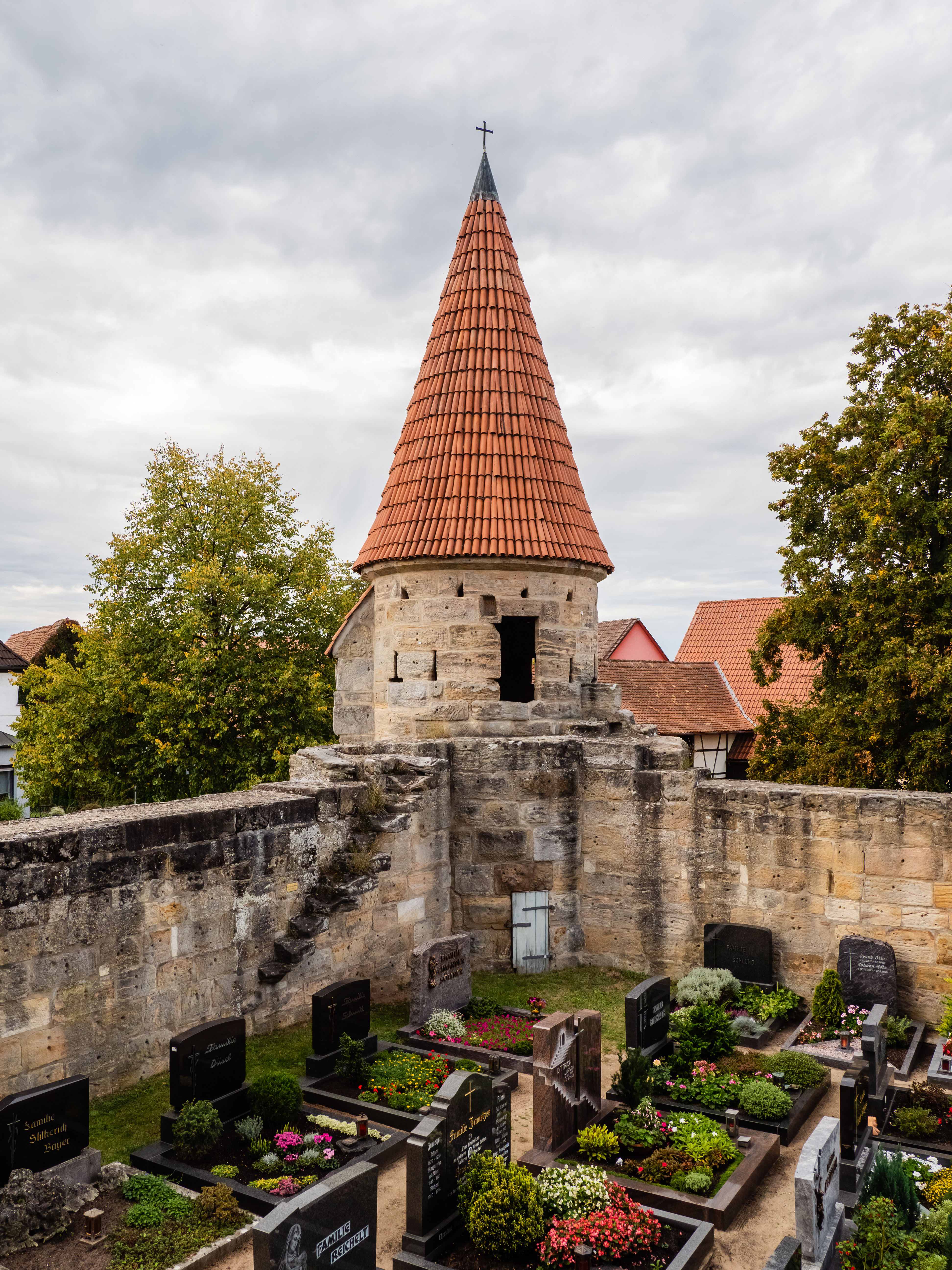
Nordwestturm von innen, mit Kragtreppe zum früheren Wehrgang
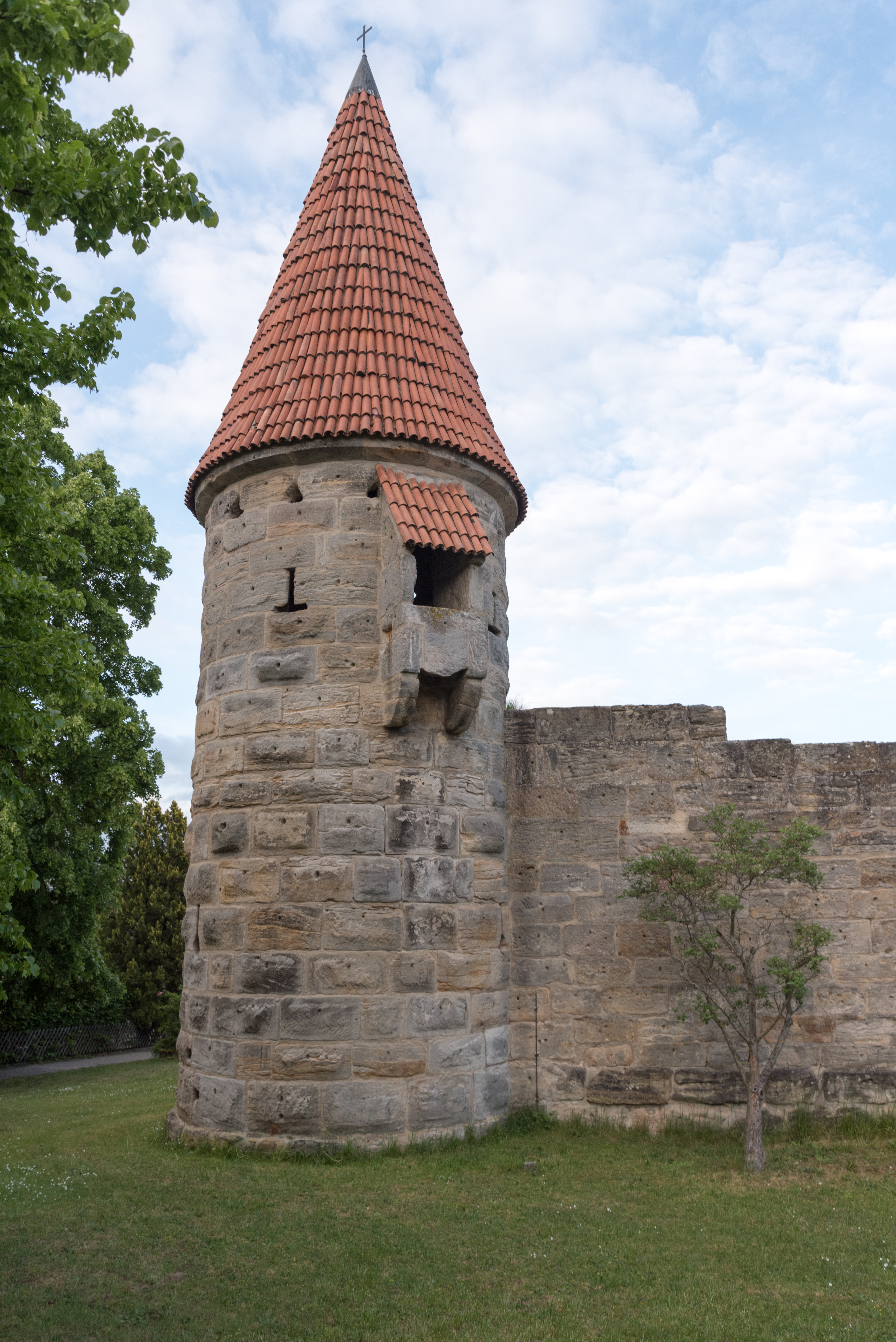
Nordwestturm von außen, mit Abtritterker
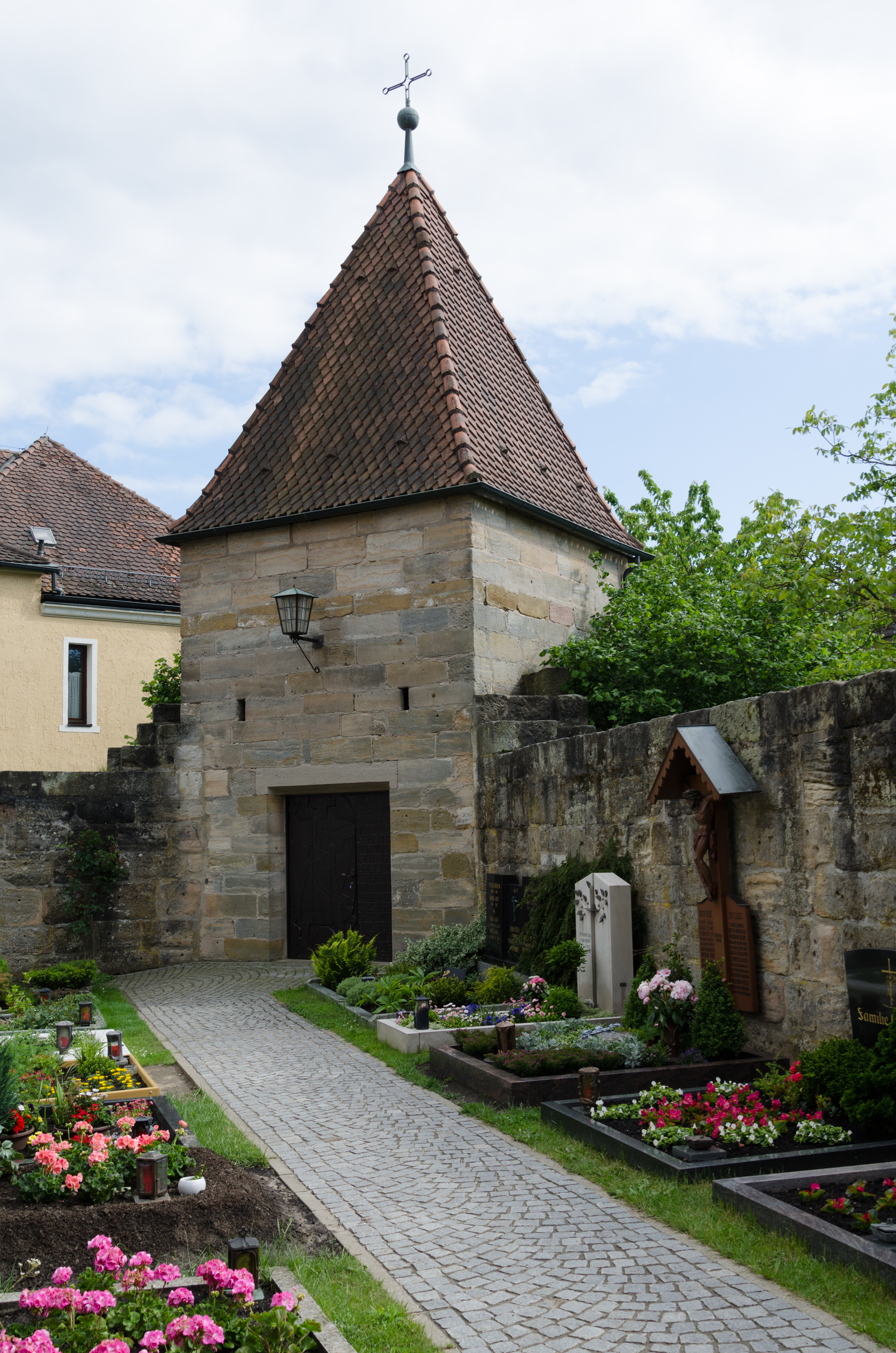
Südwestturm

### Pfarrkirche

#### Außenbau
Im Zentrum der Kirchenburg ragt die an sich unbefestigte Pfarrkirche auf. Die aus Sandsteinquadern erbaute Saalkirche umfasst ein Langhaus mit vier Fensterachsen und einen gleich breiten Chor mit zwei Jochen und Schluss in drei Achteckseiten. Die beiden Baukörper sind durch unterschiedliche Traufhöhen voneinander geschieden. Der Chor wird außen durch fünf abgetreppte Strebepfeiler gegliedert, reich profilierte Gewänden mit Hohlkehlen und Rundstäben verzieren die spitzbogigen Fensteröffnungen. Die ebenfalls spitzbogigen Langhausfenster und das Hauptportal auf der Südseite des Langhauses sind dagegen ausschließlich mit einer Hohlkehle profiliert.
An der Nordseite des Langhauses lassen sich anhand von Baufugen, Verzahnung und Mauerwerkswechsel verschiedene Bauphasen ablesen. Es ist gut erkennbar, dass der an Nordwestecke in das Langhaus einbezogene Turm bis zum Kehlgesims der zweiten Bauphase (1405) angehört, da er mit dem Westgiebel einen nahtlosen Verbund bildet. Im Erdgeschoss enthält der Turm ein neueres Fenster, im ersten Obergeschoss an der Westseite eine wieder geöffnete, an der Nordseite eine zu einem Fenster verkleinerte Außentür. Die teilweise erneuerten oberen Geschosse stammen im Kern aus dem 16. Jahrhundert und sind mit rechteckigen Lichtschlitzen sowie je Seite mit zwei kielbogigen bzw. rundbogigen Schallöffnungen versehen.

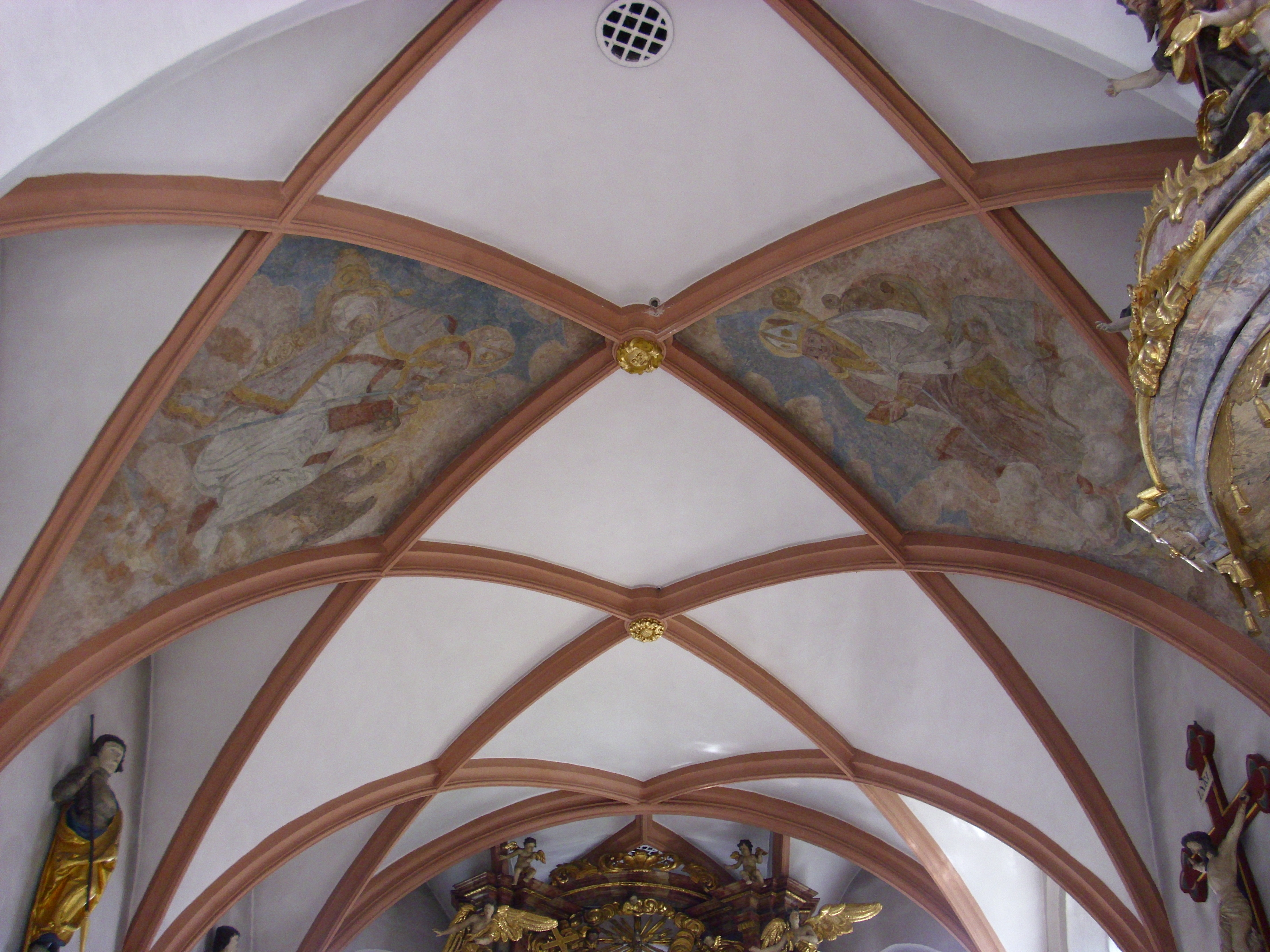
Netzrippengewölbe im Chor, in den Zwickeln die 1979 freigelegten spätgotischen Fresken der Kirchenväter Ambrosius (links) und Augustinus (rechts)

#### Innenraum
Der Chor wird innen von einem spätgotischen Netzgewölbe mit gekehlten Rippen in rautenförmiger Figuration überspannt. Die Rippenkreuzungen sind mit zwei Schlusssteinen belegt, die von einer Rosette bzw. von einem von Ranken eingerahmten Gesicht geziert werden. 1979 wurden bei Restaurierungsarbeiten in den Gewölbezwickeln Fresken der vier lateinischen Kirchenväter wiederentdeckt. Die Darstellungen von Ambrosius auf der Nordseite und Augustinus auf der Südseite konnten freigelegt werden. Den Übergang zwischen Chor und Langhaus vermittelt ein spitzer Chorbogen. Das Langhaus wird von einer 1733 verputzten und 1760 stuckierten, flachen Holzdecke überspannt. Diese ist mit einer reich profilierten Hohlkehle versehen. Im zentralen Stuckrahmenfeld ist das Jesusmonogramm in einer Strahlen- und Wolkengloriole, eingerahmt von seitlichen Rocaille-Kartuschen und Puttenköpfen, dargestellt.
Die tiefe, eingeschossige Orgelempore überdeckt etwa die Hälfte des Langhauses. Unterhalb der Empore öffnet sich das tonnengewölbte Turmuntergeschoss zum Kirchenraum hin. Es besteht hier keine Verbindung zu den oberen Turmgeschossen, da der Turm eine autarke Baueinheit bildete und eine fortifikatorische Funktion im Rahmen der Kirchhofbefestigung hatte. In der Nähe des Westportals ist von der ehemaligen Wendeltreppe zur Empore nur noch eine abgerundete Mauernische zu sehen. Heute erfolgt der Aufstieg zur Empore über eine durch ein Glasdach witterungsgeschützte Außentreppe.

## Ausstattung

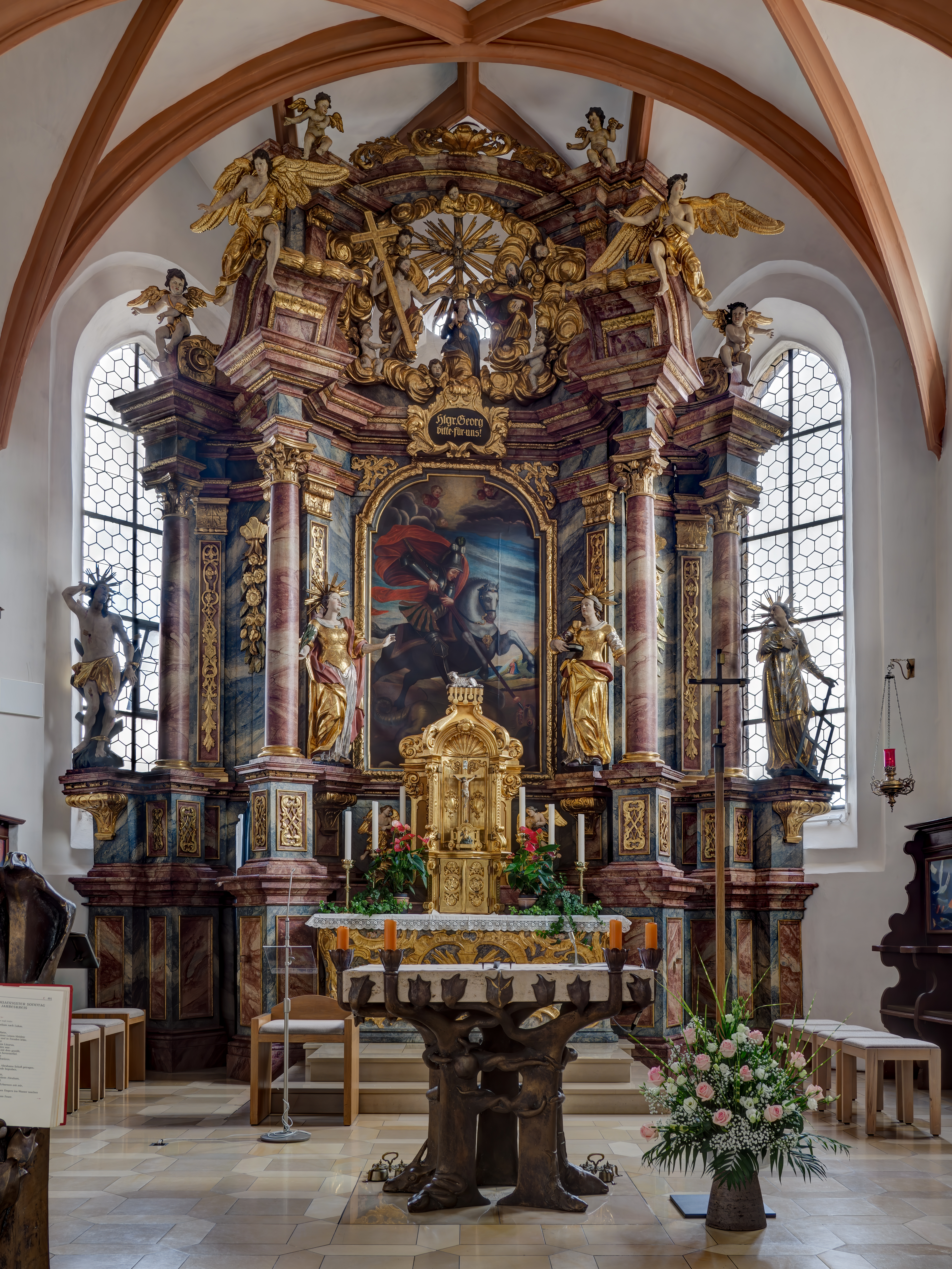
Barocker Hochaltar (um 1720/30), auf dem Altarblatt Darstellung des hl. Georg als Drachentöter

### Altäre
Der barocke Hochaltar wurde um 1720/30 aus marmoriertem Holz errichtet und mit vergoldetem Band- und Blattwerk verziert. Aus einer hohen Sockelzone erheben sich vier marmorierte Rundsäulen mit Kompositkapitellen und sechs Pilastern. Das Antependium wurde um 1760 mit reichen Rocailleschnitzereien verziert. Auf der Mensa befindet sich ein neobarocker Tabernakel, in dessen Aussetzungsnische ein vergoldetes Standkreuz aus dem 18. Jahrhundert platziert ist. In der mittleren Ebene sind mehrere Heilige dargestellt. Das große Altarblatt zeigt den symbolischen Kampf des heiligen Georg mit dem Drachen, darüber eine Kartusche mit der Inschrift Hlgr. Georg / bitte · für · uns. Es wird von Statuen der Heiligen Margareta (links) und Barbara (rechts) flankiert, während die Figuren der Märtyrer Sebastian und Laurentius (rechts) auf Volutenkonsolen den Hochaltar seitlich begrenzen. Im Auszug ist die himmlische Glorie mit der Heiligen Dreifaltigkeit – Gott Vater mit der Weltkugel, Jesus Christus mit dem Kreuz und der Heilige Geist in Gestalt einer Taube – und der Krönung Mariens dargestellt. Die Szene wird von zahlreichen anbetenden Engelsfiguren eingerahmt, wobei zwei auf den seitlichen Voluten sitzen.
Vor dem Hochaltar befindet sich der 1993 von Harro Frey geschaffene Zelebrationsaltar, ein sogenannter Lebensbaumaltar mit bronzenem Fuß und marmorner Mensa. Der gleiche Künstler schuf in den folgenden Jahren auch den Ambo und den Osterleuchter, der neben Taufstein aufgestellt ist.
Die beiden neugotischen Seitenaltäre sind links und rechts des Chorbogens aufgestellt; ihre Aufbauten sind nicht erhalten. Am nördlichen (linken) Seitenaltar sind drei spätgotische Schnitzfiguren aus der Zeit um 1500 aufgestellt: Die besonders qualitätvoll gearbeitete, mittlere Figur stellt eine bekrönte Mondsichelmadonna dar. Diese hält in der Rechten ein Zepter; in der Linken trägt sie das nackte Jesuskind, das wiederum als „neuer Adam“ die Paradiesfrucht in der Linken hält und die Rechte zu einer segnenden Geste erhoben hat. Diese Darstellung wird von den Figuren der Heiligen Barbara (links) und Katharina (rechts) eingerahmt. Am südlichen (rechten) Seitenaltar ist auf einem Podest über dem Tabernakel eine neugotische Herz-Jesu-Figur aufgestellt.

### Chorgestühl
Das beidseitig je fünf Sitze umfassende Chorgestühl aus dem 18. Jahrhundert gehörte ursprünglich nicht zur Ausstattung der Pfarrkirche. Auf der Nordseite wurde ältere Seiten- und Zwischenwangen verwendet, die wohl aus dem 16. Jahrhundert datieren. Die Felder über den einzelnen Sitzen sind mit zehn Bildern zur Schöpfungsgeschichte versehen, die 2002 von Emil Wachter ausgeführt wurden.

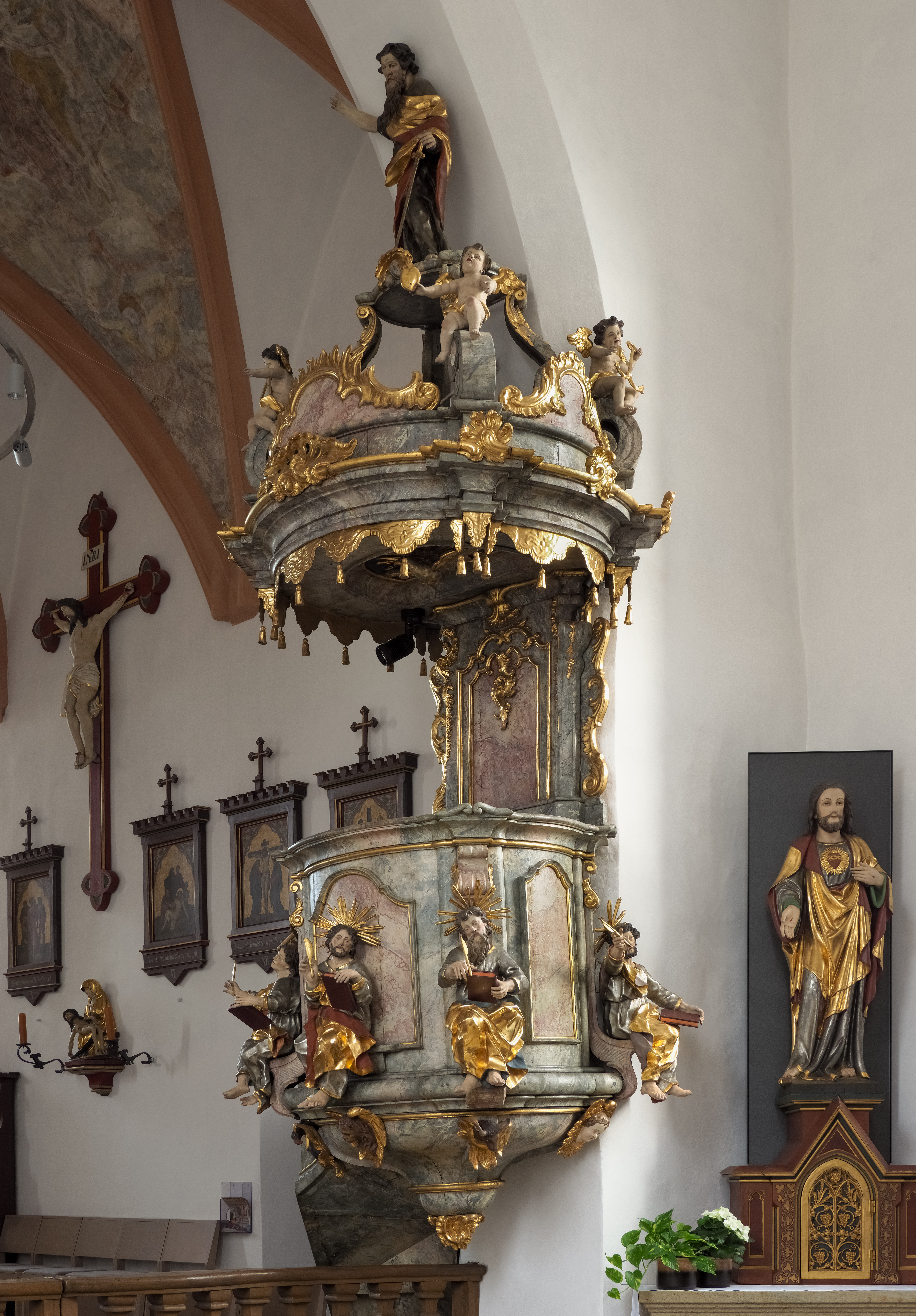
Rokoko-Kanzel (1759)

### Kanzel
Die Kanzel wurde 1759 geschaffen. An dem Korpus aus marmoriertem Holz sind Sitzfiguren der vier Evangelisten angebracht, darunter auf vergoldeten Rocaillen die entsprechenden Attribute. Auf dem Schalldeckel befindet sich eine Figur des Apostels Paulus auf einem volutengestützten Sockel, zu seinen Füßen die Symbole für Glaube (Kreuz), Hoffnung (Anker) und Liebe (Herz).

### Taufstein
Vor dem linken Seitenaltar ist der Taufstein aufgestellt, welcher der zweiten Hälfte des 15. Jahrhunderts angehört. Das oktogonale Becken und der Schaft sind mit Maßwerksblenden verziert. Sockel und Deckel sind neueren Datums.

### Ölberggruppe
Die Ölberggruppe wurde um 1500 von Hans Nußbaum, dem Meister des Ölbergs von St. Martin in Forchheim, geschaffen. Im Jahr 1892 wurde sie an ihren heutigen Standort an der Südwestecke des Langhauses versetzt, wo sie sich in einem nach außen hin offenen Anbau befindet. 1970 wurde die Szenerie umfassend restauriert. Die skulpturale Darstellung umfasst den betenden Christus im Garten Gethsemane, die Erscheinung Gott Vaters mit der Weltkugel und dem Kelch und drei schlafende Jünger. Im Hintergrund sind waffen- und fackeltragende römische Soldaten, angeführt von Judas, die Häscher am Zaun des teilweise ergänzten Gartens und die Silhouette Jerusalems als mittelalterliche fränkische Stadt im Relief dargestellt.

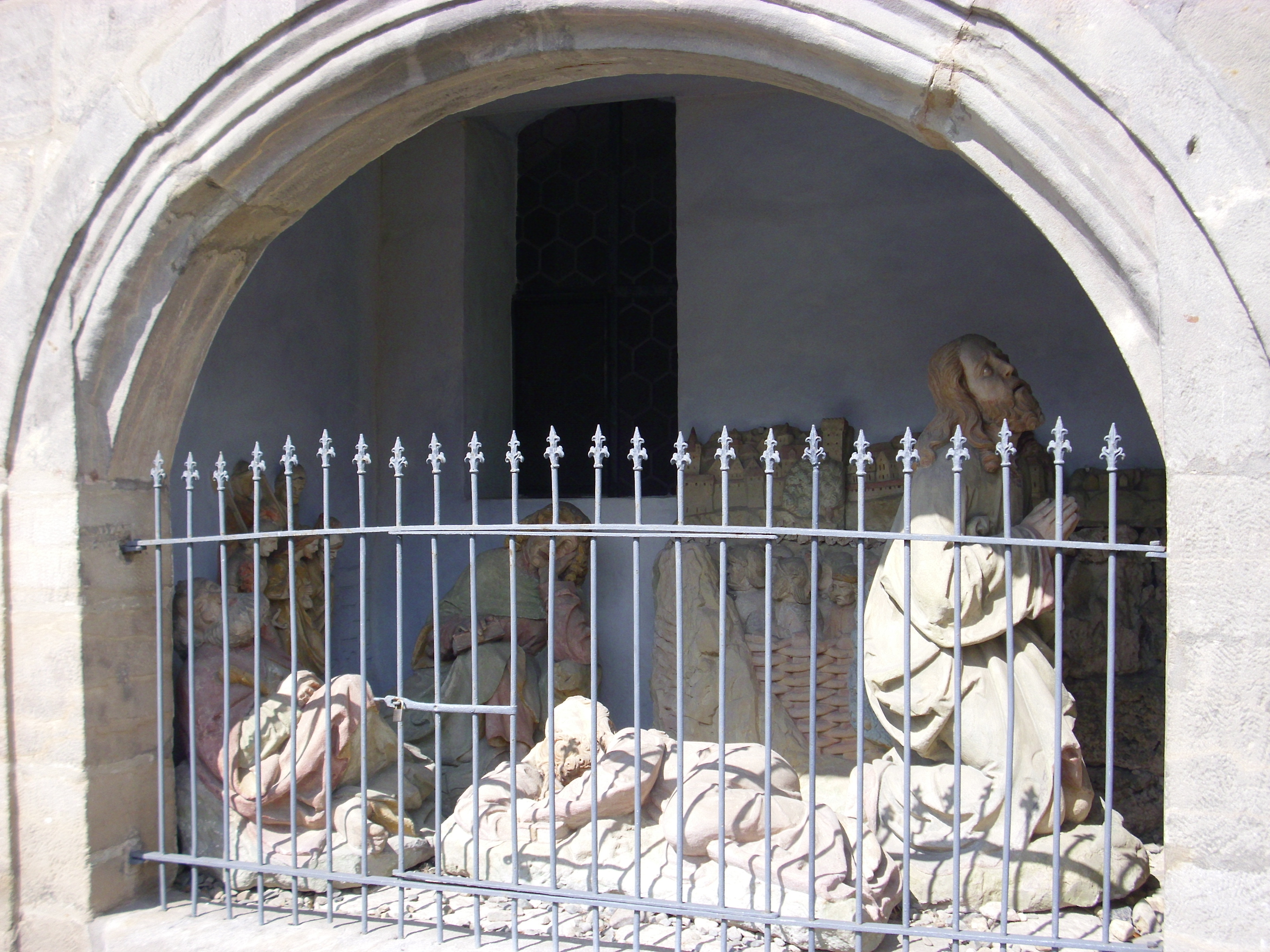
Ölberg – Gesamtanlage
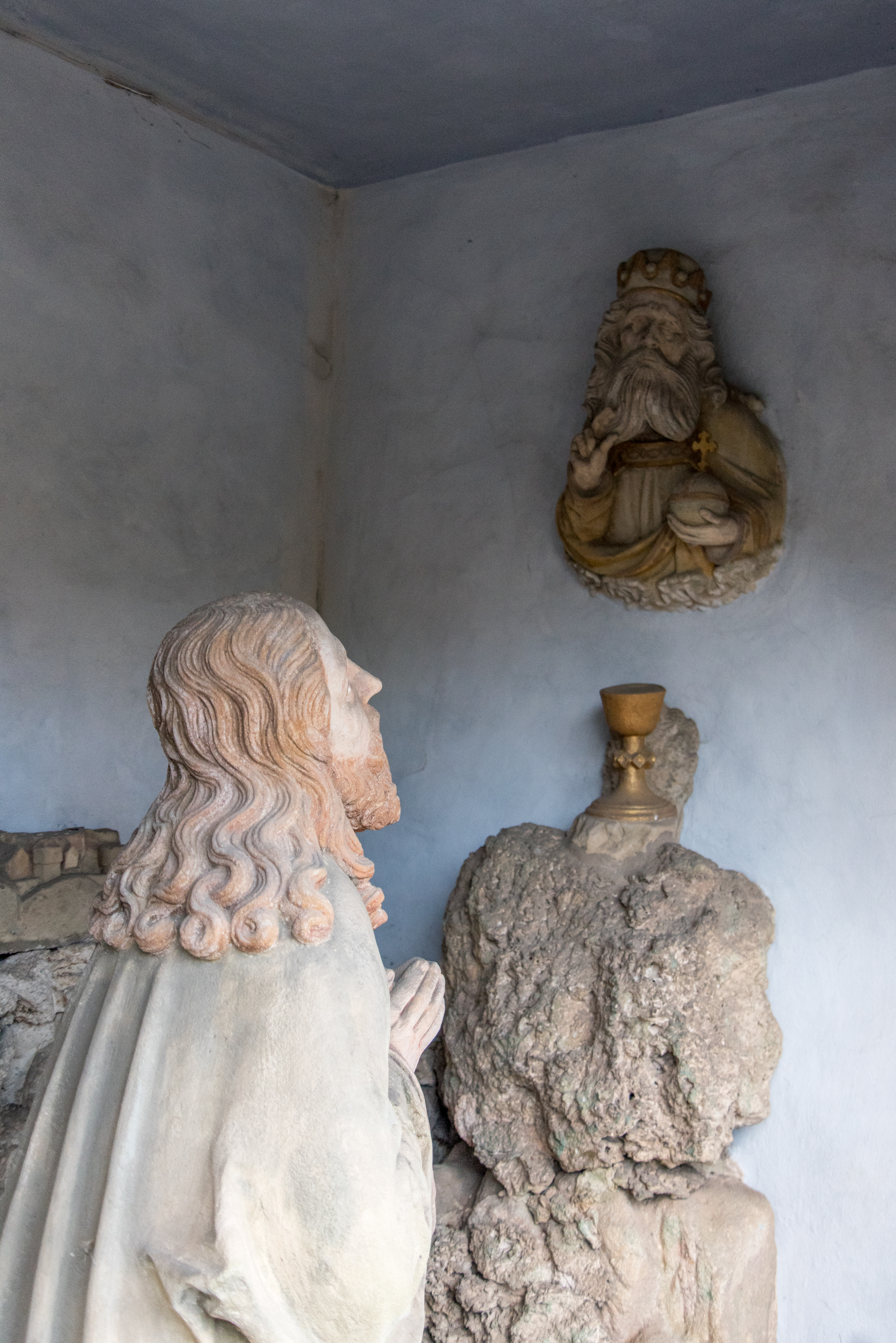
Erscheinung Gott Vaters
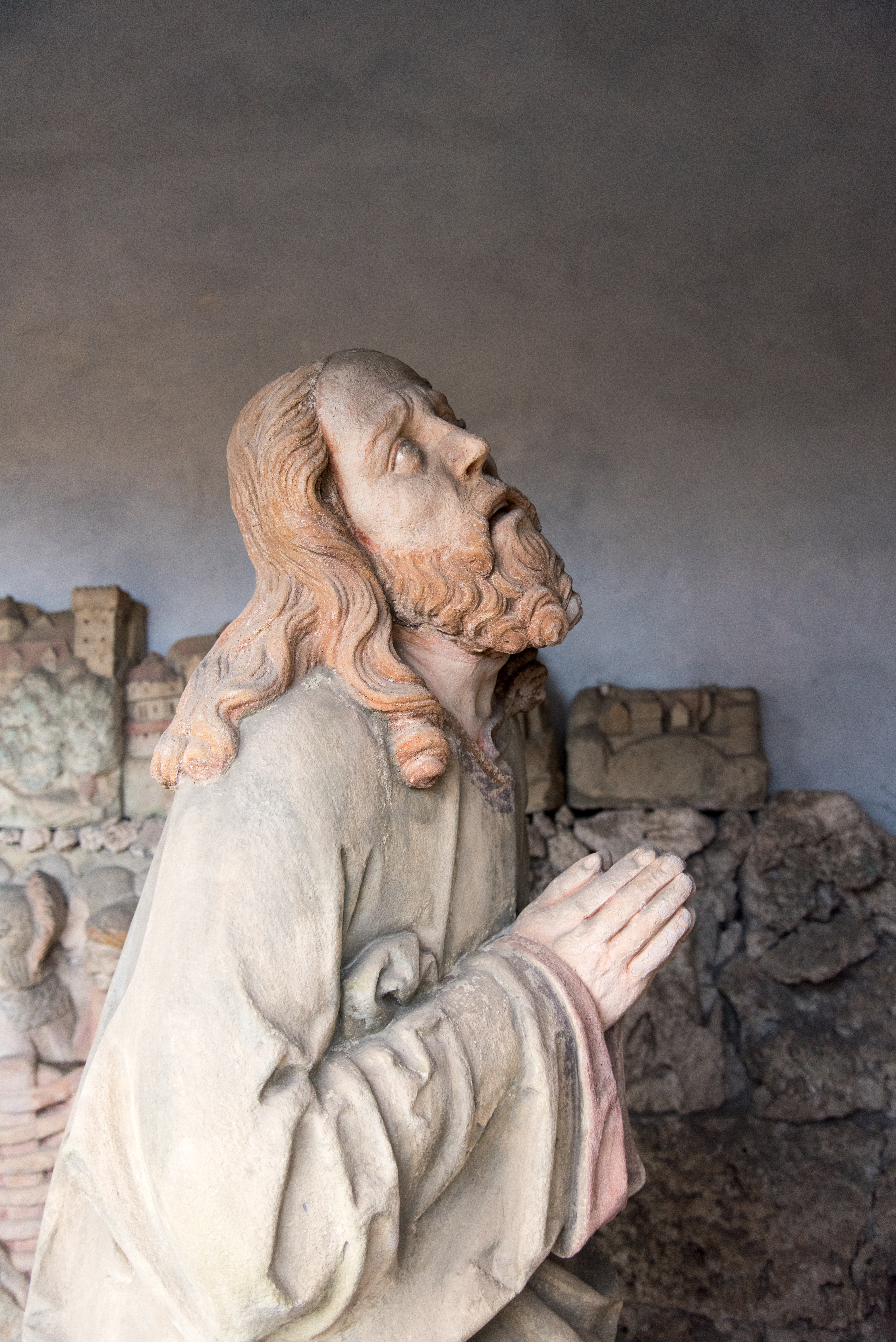
Betender Christus
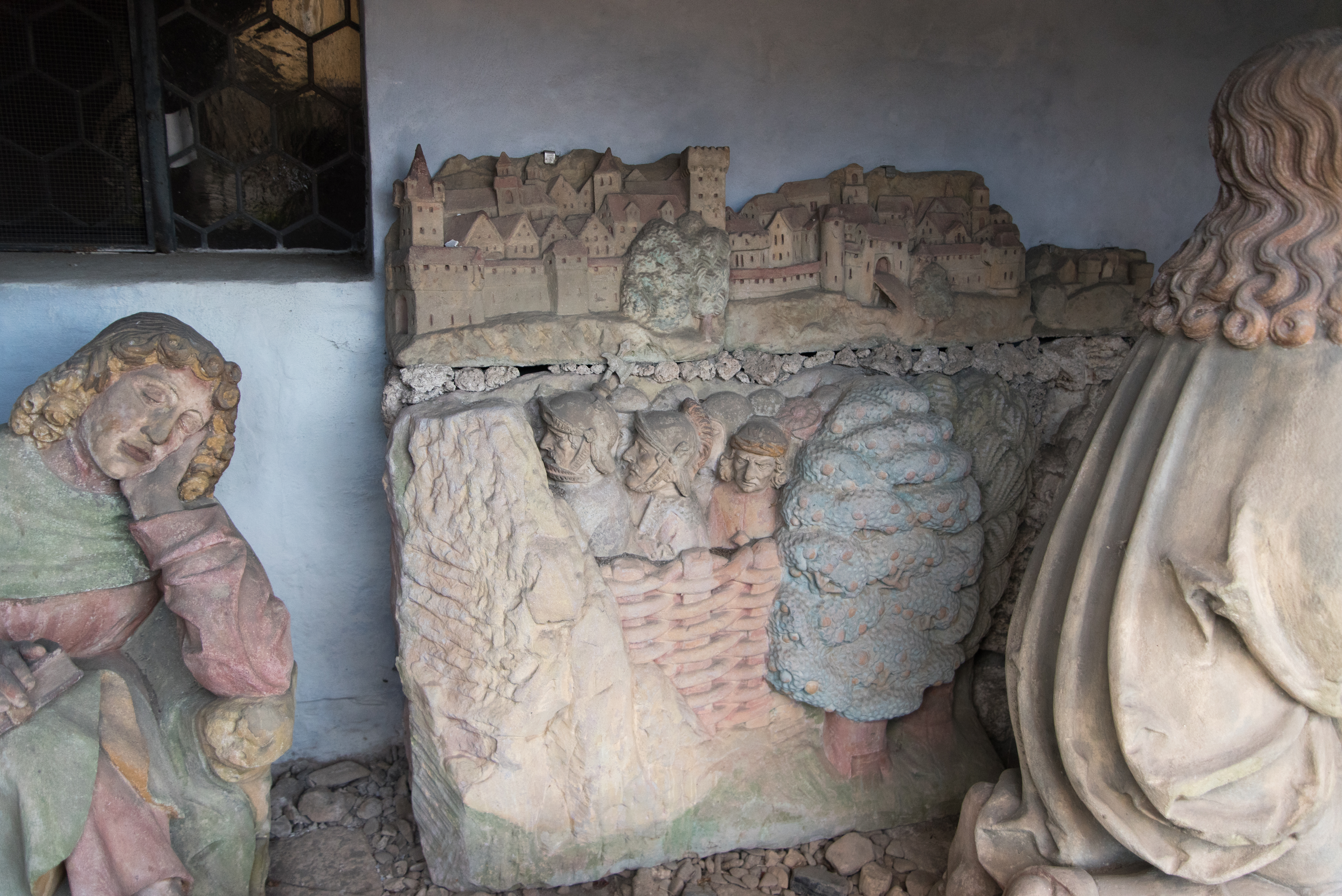
Jerusalem als fränkische Stadt, Häscher am Zaun
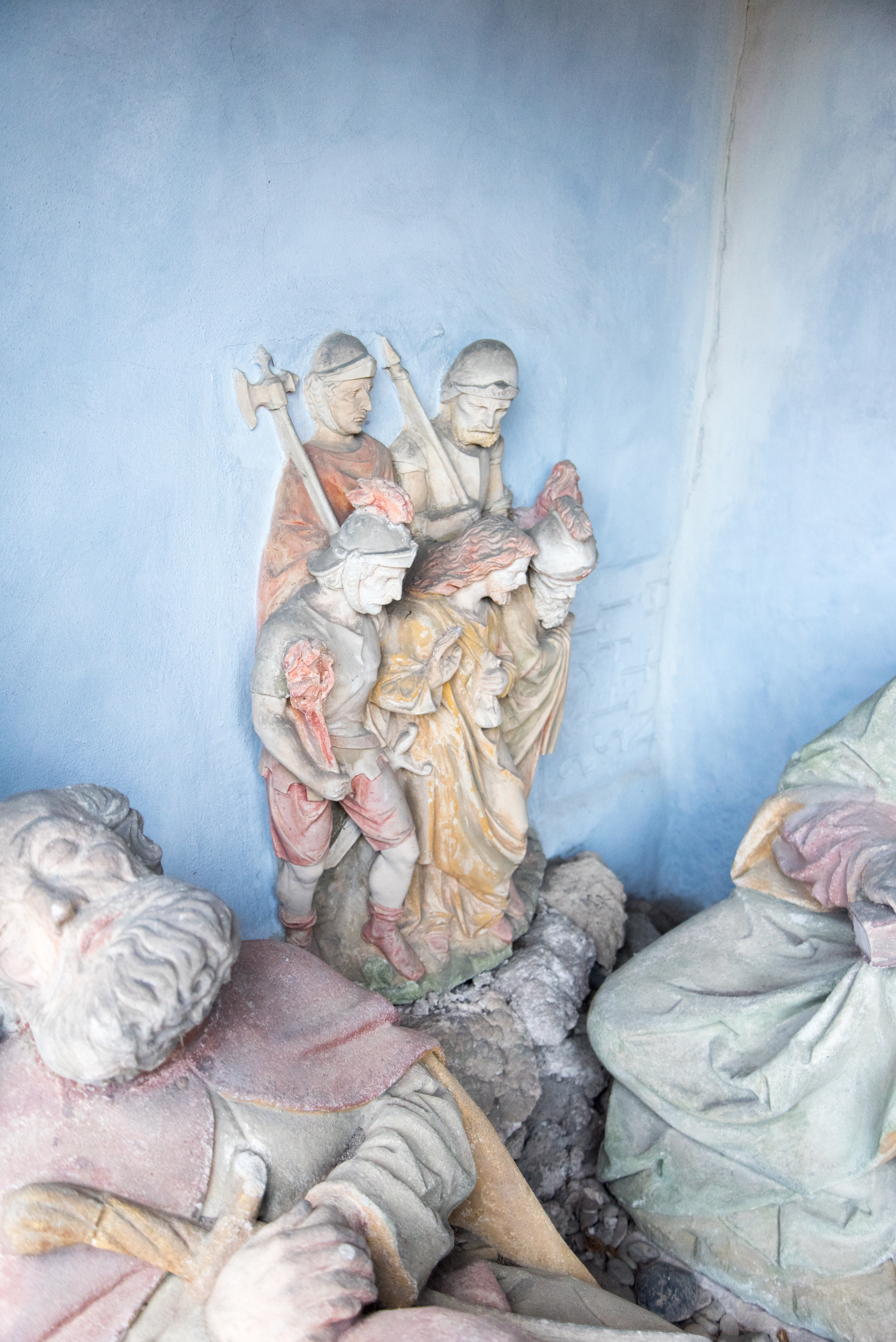
Judas und die römischen Soldaten
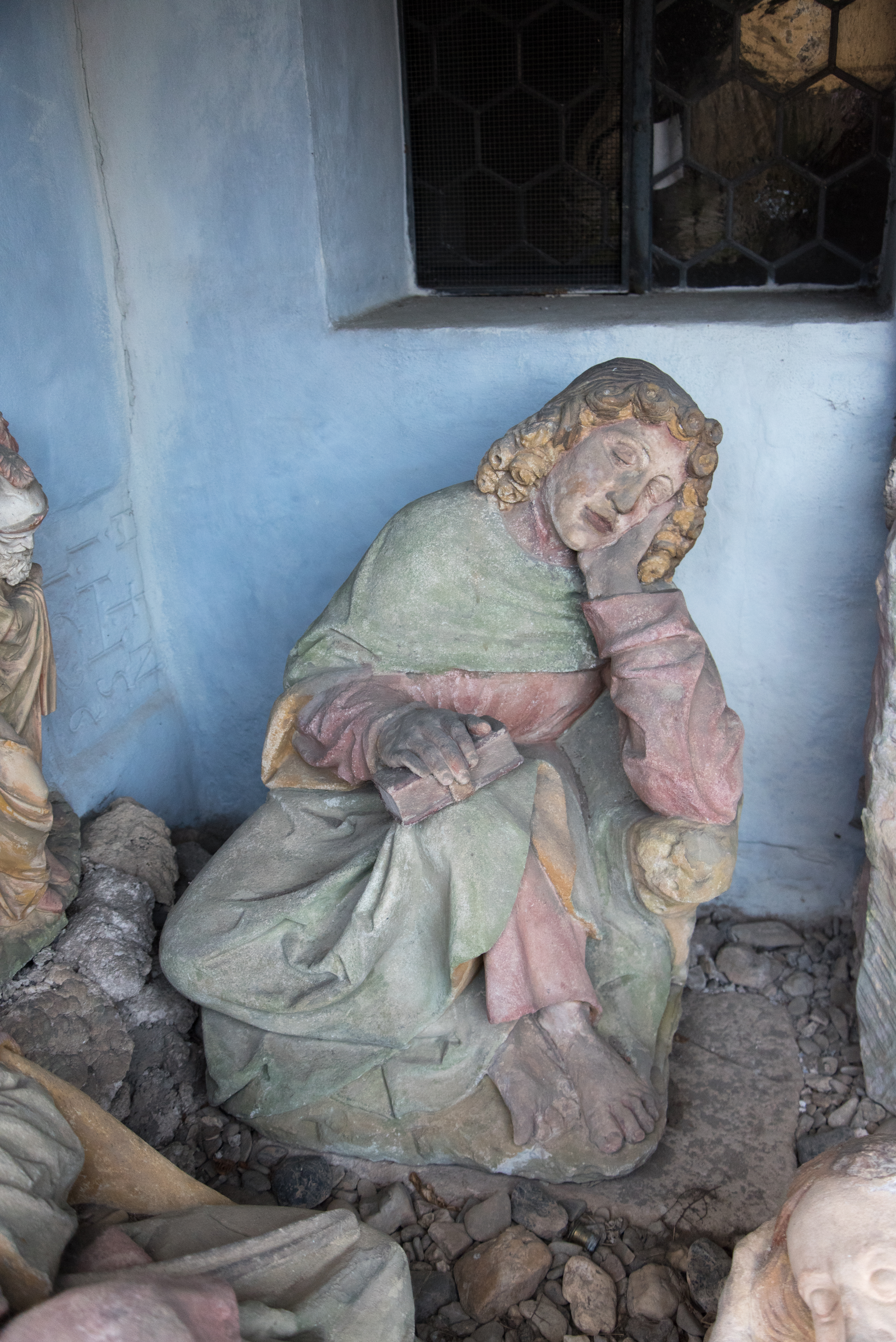
Schlafender Jünger (rechts)
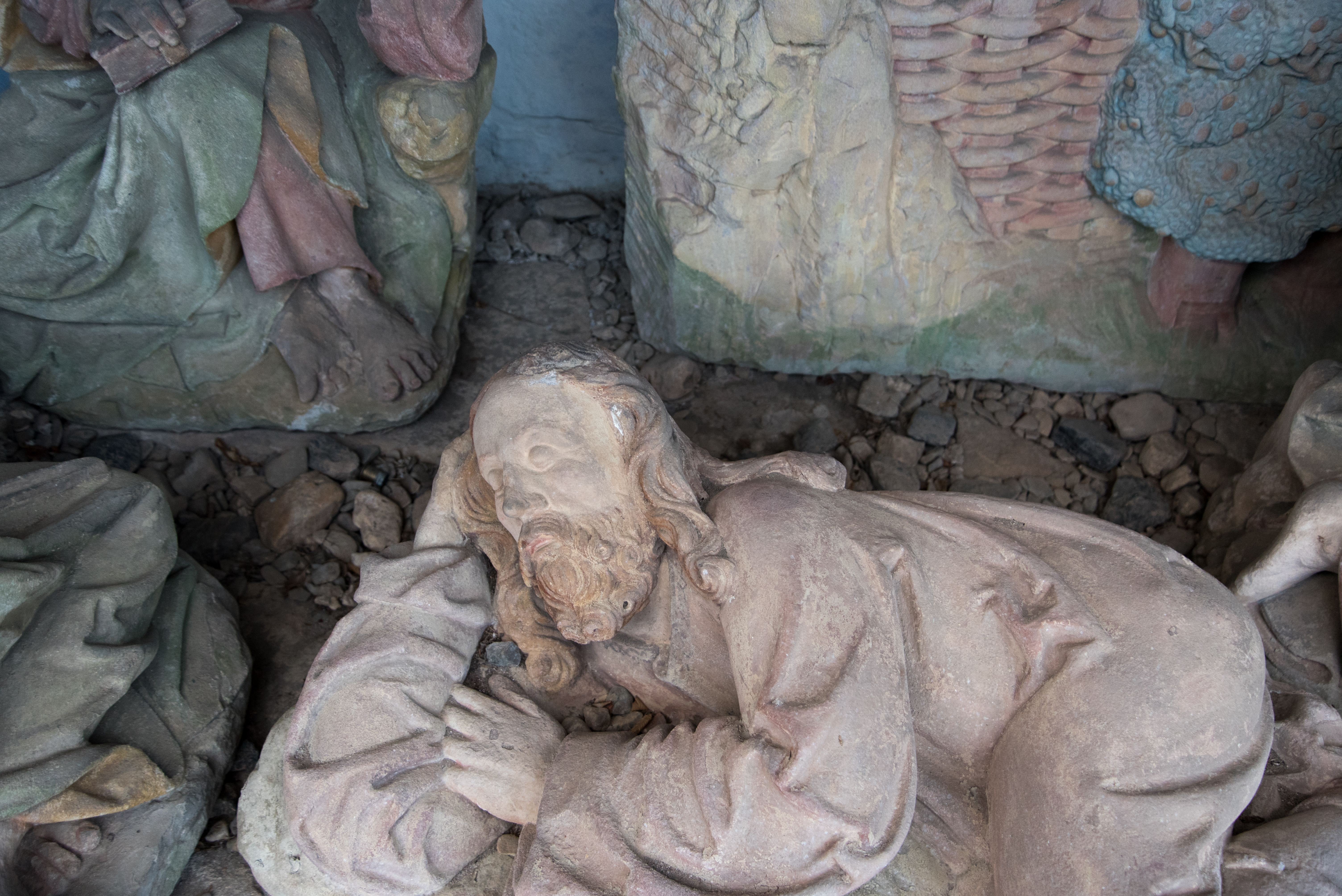
Schlafender Jünger (Mitte)
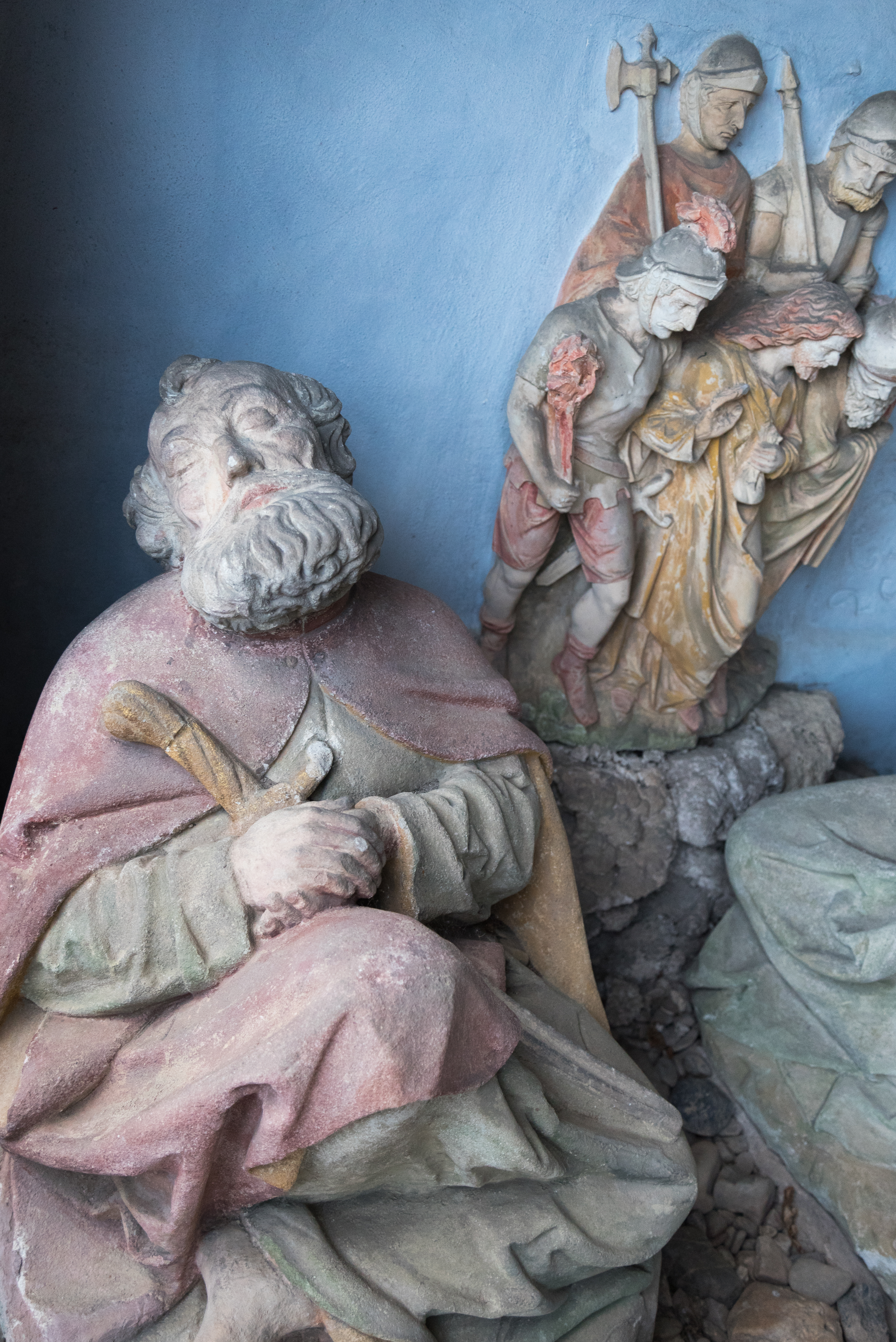
Schlafender Jünger (links)

### Übrige Ausstattung

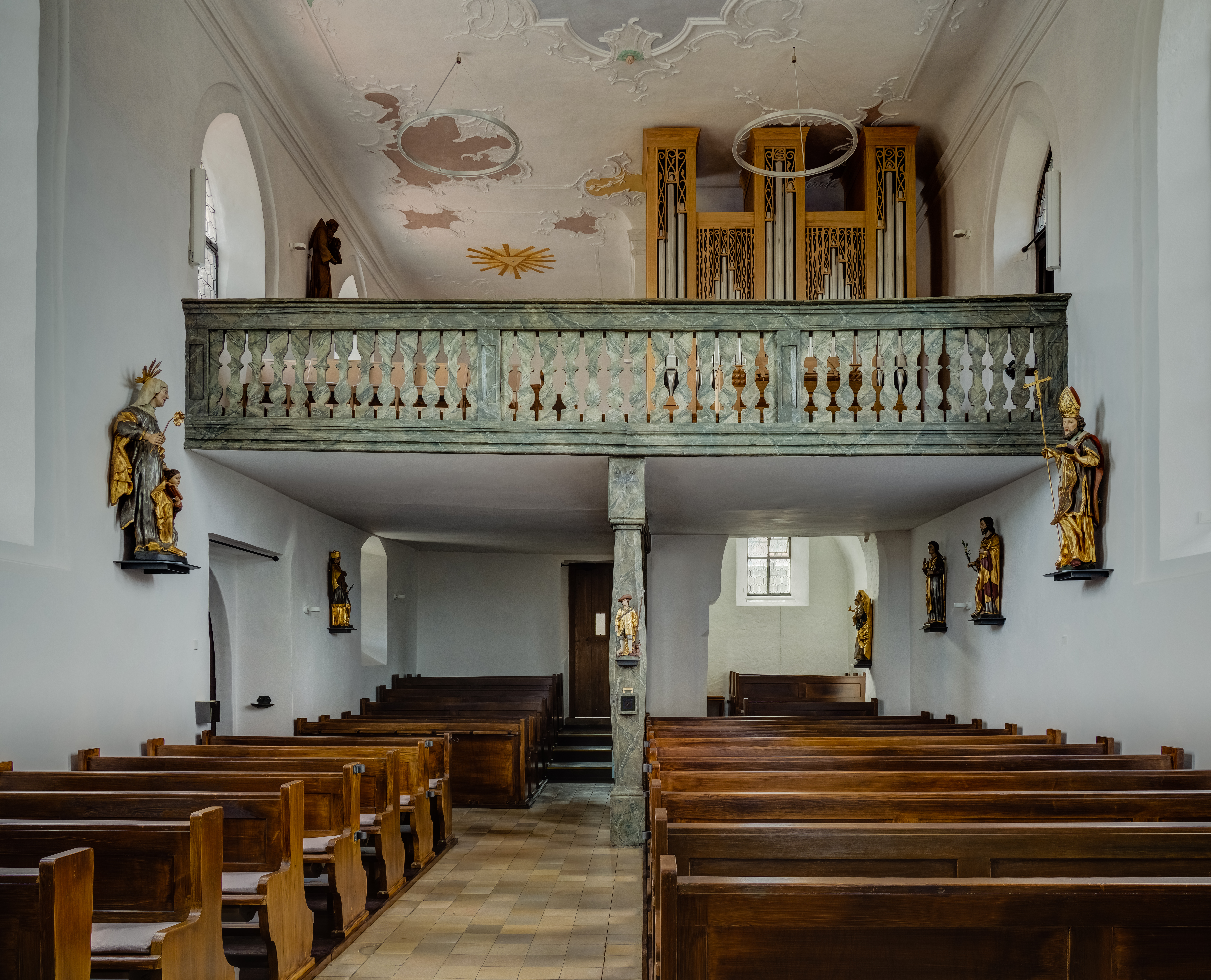
Blick zur Orgelempore

Der neugotische Kreuzwegzyklus wurde 1894 von E. Bauer aus Bamberg geschaffen; die Tafeln sind an den Seitenwänden des Chores angebracht. An der Südwand des Chores befindet sich außerdem ein spätgotisches Kruzifix mit Kleeblattenden aus der Zeit um 1500. Darunter ist auf einer Konsole eine kleine, ebenfalls spätgotische Pietà aus dem frühen 16. Jahrhundert angebracht. Die alte, massive Eichentür auf der Nordseite des Altarraums führt in die Sakristei. Sie ist mit einem verzierten Kastenschloss aus dem Jahr 1760 ausgestattet. An der Nordwand des Chores befinden sich außerdem Figuren der Heiligen Sebastian, Georg und Laurentius – die spätgotische Originale aus der Zeit um 1520, die bis 1987 in den Figurennischen des Torbaus untergebracht waren.
An der nördlichen Langhauswand befinden sich vier Holzfiguren: der heilige Blasius aus dem 19. Jahrhundert, der Bischof Otto als dritter Diözesanpatron in einer barocken Darstellung aus der Zeit um 1730 sowie zwei neugotische Figuren von Josef dem Arbeiter und Johannes dem Evangelisten aus dem späten 19. Jahrhundert. Die Holzfiguren an der südlichen Langhauswand stellen eine spätgotische, ursprünglich wohl im Ziereker der Kirchhofbefestigung aufgestellte Figur des heiligen Georg, die heilige Mutter Anna mit ihrer Tochter Maria auf einem Blattwerk verzierten Podest, eine barocke Komposition aus der Zeit um 1700, und eine Figur des heiligen Johannes Nepomuk aus dem frühen 20. Jahrhundert dar.
Am hölzernen Stützpfeiler der Orgelempore ist eine Barockfigur des Viehpatrons Wendelin aus dem 18. Jahrhundert angebracht. Der Heilige ist hier in fränkischer Tracht dargestellt, zwischen seinen Füßen die abgelegte Königskrone. Auf der Rückseite des Pfeilers ist ein sechseckiger Opferstock aus dem 18. Jahrhundert zu finden. Auf der Orgelempore ist an der Südwand eine ungefasste Figur des heiligen Bruders Konrad aus dem frühen 20. Jahrhundert angebracht.
Rechts neben dem Südportal befindet sich außen eine Bronzeplastik, die den Drachenkampf des heiligen Georg darstellt. Die Reiterfigur des Kirchenpatrons steht auf einem kleinen Podest und ersetzt somit die kleine Reiterfigur, die 1720 in den Ziererker des Torbaus versetzt wurde. Das Kunstwerk wurde 2001 von dem Bildhauer Harro Frey aus Pettensiedel geschaffen.

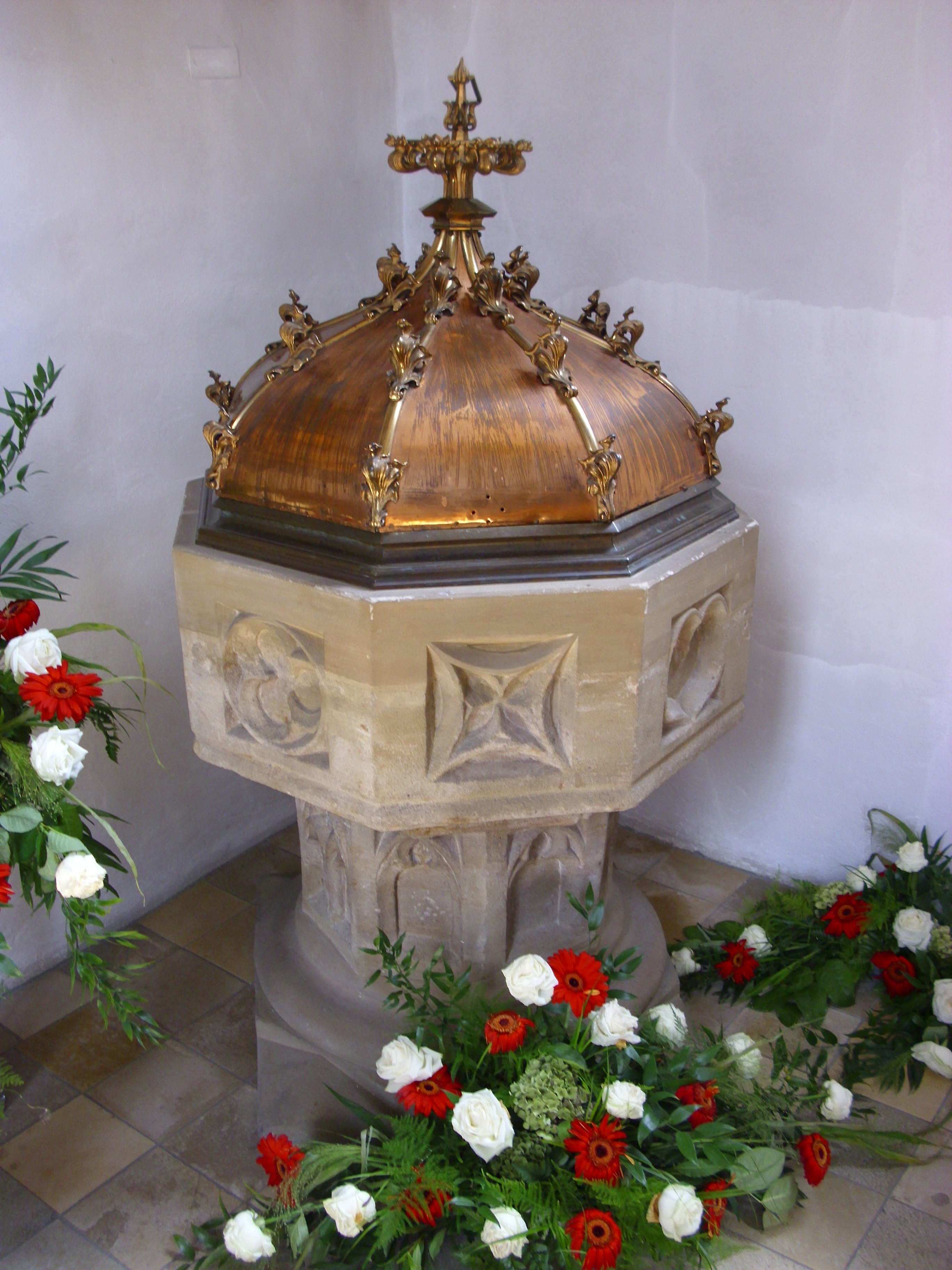
Taufstein (2. Hälfte 15. Jh.)
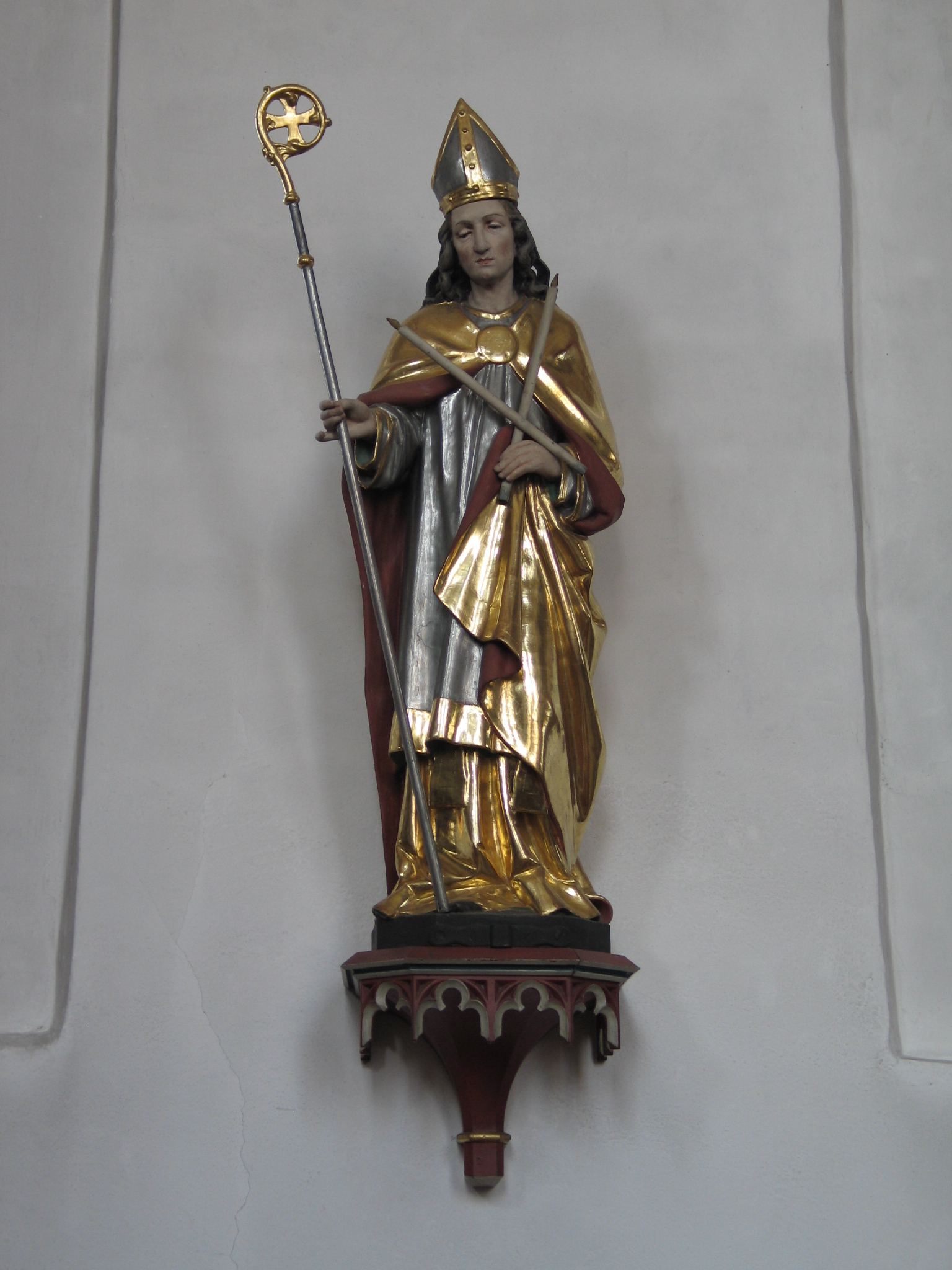
Figur des hl. Blasius (19. Jh.)
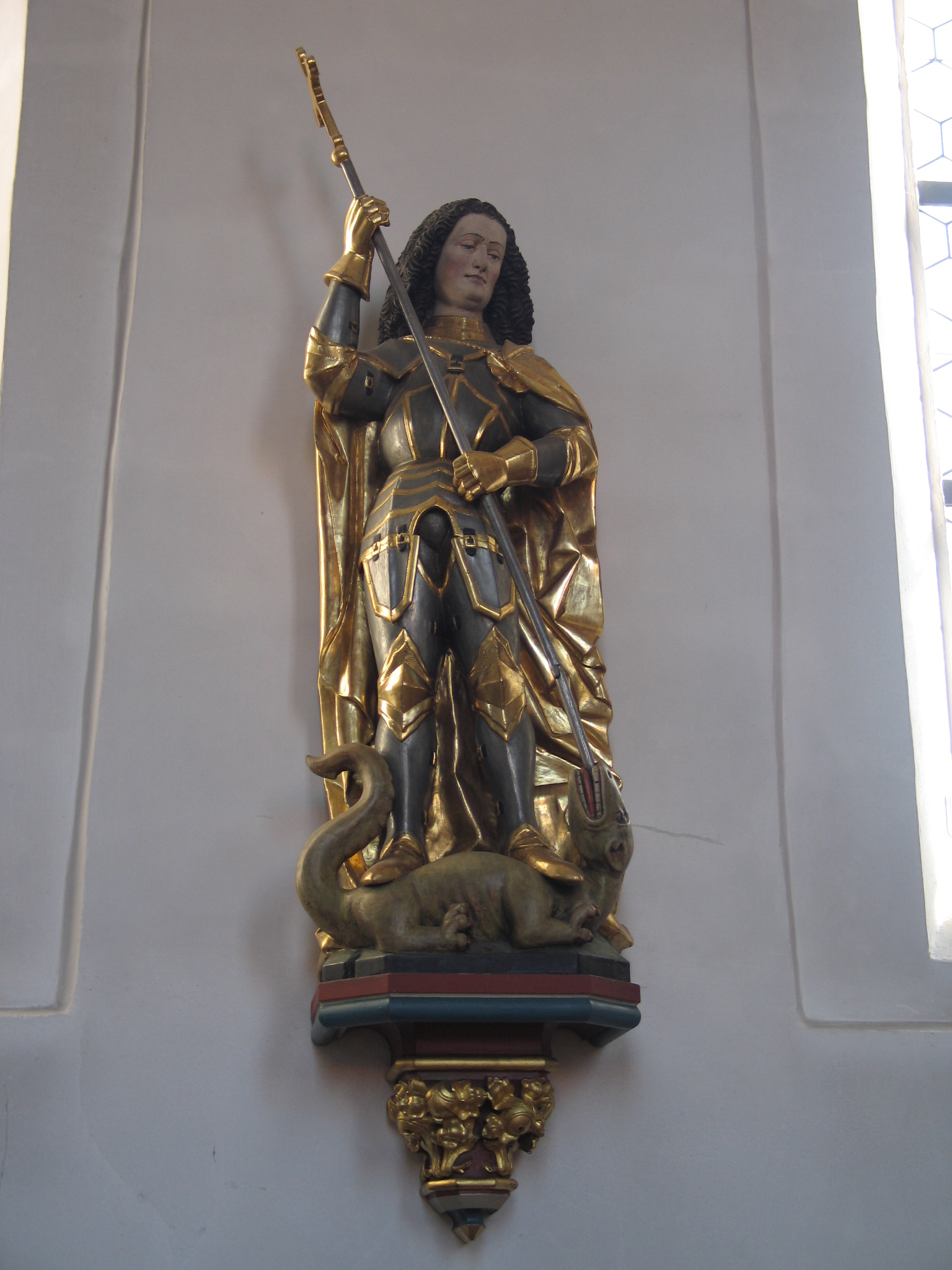
Figur des hl. Georg (spätgotisch, frühes 16. Jh.), bis 1720 im Ziererker des Torbaus
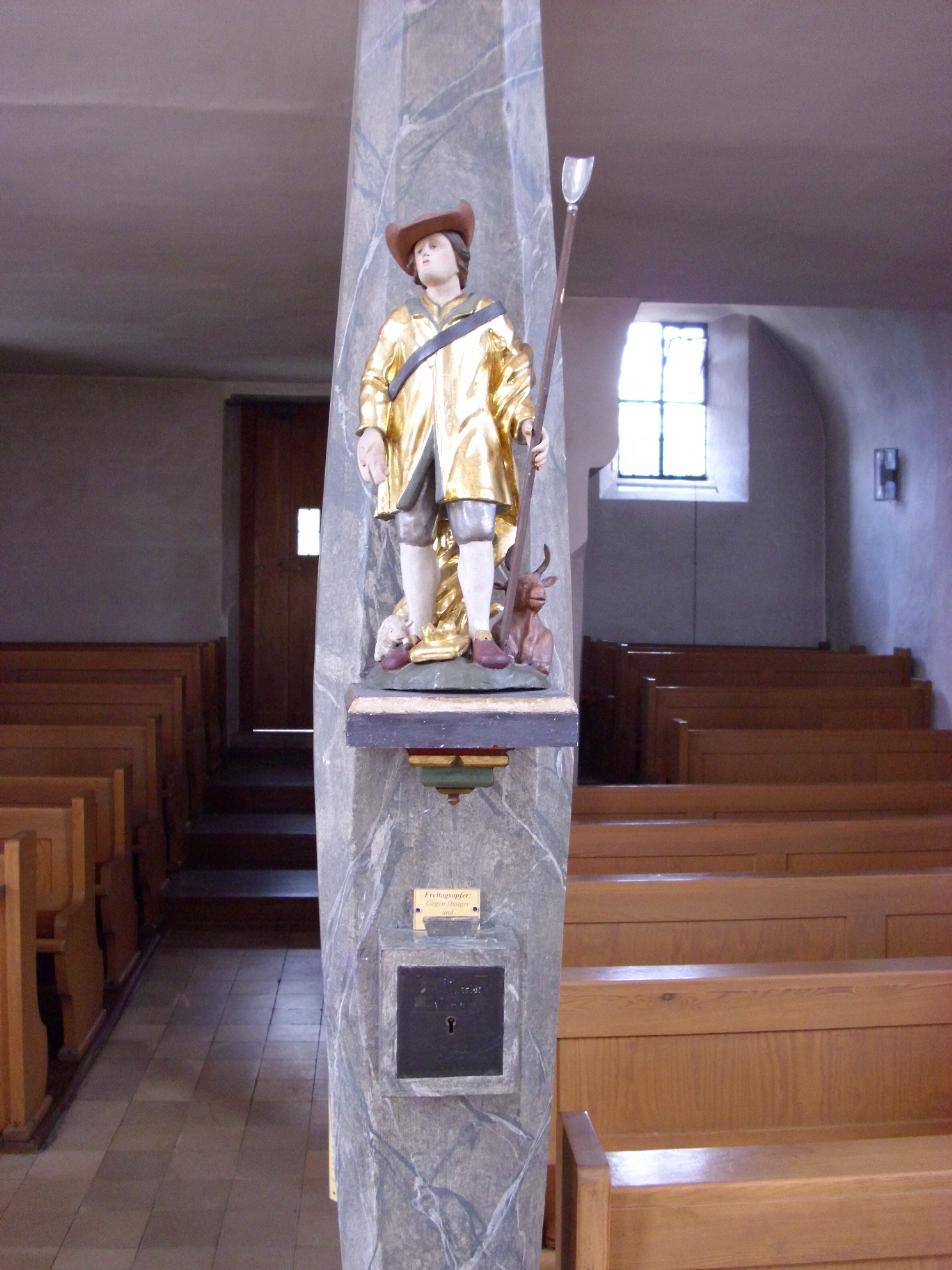
Figur des hl. Wendelin am Emporenpfeiler (18. Jh.)
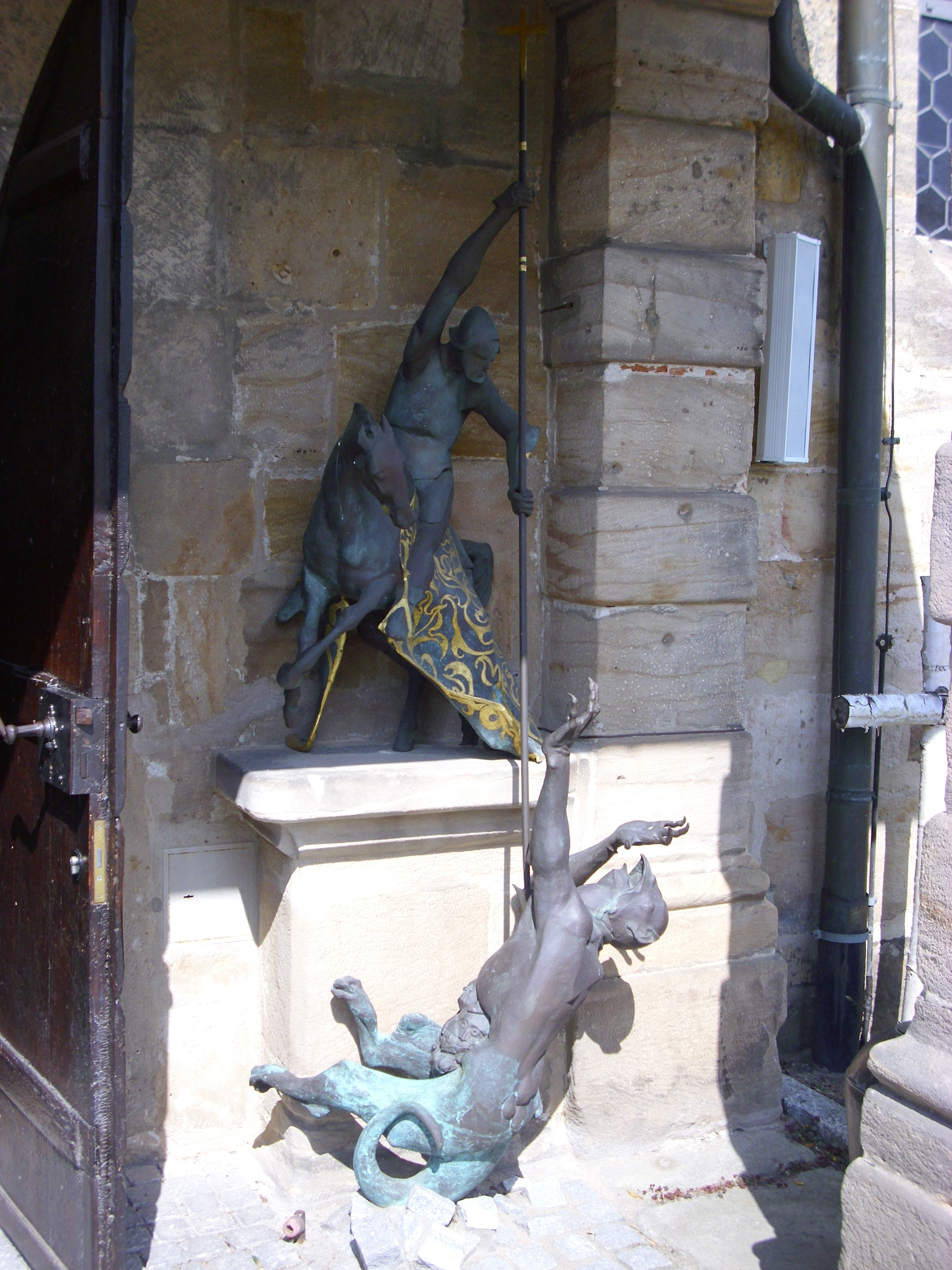
Drachenkampf des hl. Georg (2001)

### Orgel
Die heutige Orgel wurde 2018 von Orgelbau Rohlf erbaut. Das Schleifladeninstrument mit mechanischen Spiel- und Registertrakturen umfasst 17 klingende Register mit insgesamt 992 Pfeifen, verteilt auf zwei Manuale und Pedal. Bereits zum Zeitpunkt der Orgelweihe durch Erzbischof Ludwig Schick am 9. Dezember 2018 war die Orgel vollständig finanziert. Rund 60 Prozent der Anschaffungspreises von 361.000 Euro wurden durch Spenden der Pfarrangehörigen aufgebracht. Die Disposition lautet wie folgt:
| I Hauptwerk C–g3 |            |         |
| 1.               | Bourdon    | 16′     |
| 2.               | Principal  | 08′     |
| 3.               | Rohrflöte0 | 08′     |
| 4.               | Octave     | 04′     |
| 5.               | Quinte     | 02 ⁄3′  |
| 6.               | Octave     | 02′     |
| 7.               | Terz       | 01 3⁄5′ |
| 8.               | Mixtur III | 01 ⁄3′  |

| II Nebenwerk C–g3 |                  |         |
| 09.               | Viola da Gamba 0 | 8′      |
| 10.               | Gedackt          | 8′      |
| 11.               | Flöte            | 4′      |
| 12.               | Nasard           | 2 ⁄3′ 0 |
| 13.               | Hohlflöte 0      | 2′      |
| 14.               | Terz ab f0       | 1 3⁄5′  |
| 15.               | Quinte ab f0     | 1 ⁄3′   |
| 16.               | Trompete         | 8′      |
|                   | Tremulant        |         |

| Pedal C–f1 |           |       |            |
|            | Subbaß    | 16′ 0 | [ Anm. 1 ] |
|            | Octavbaß0 | 08′   | [ Anm. 2 ] |
|            | Octave    | 04′   | [ Anm. 3 ] |
| 17.        | Fagott    | 16′   |            |
|            | Trompete  | 08′   | [ Anm. 4 ] |

- Koppeln: II/I, I/P, II/P
- Spielhilfe: Cymbelstern

Anmerkungen:
1. ↑  Transmission aus Bourdon 16′ (Hauptwerk)
2. ↑  Transmission aus Principal 8′ (Hauptwerk)
3. ↑  Transmission aus Octave 4′ (Hauptwerk)
4. ↑  Transmission aus Trompete 8′ (Nebenwerk)

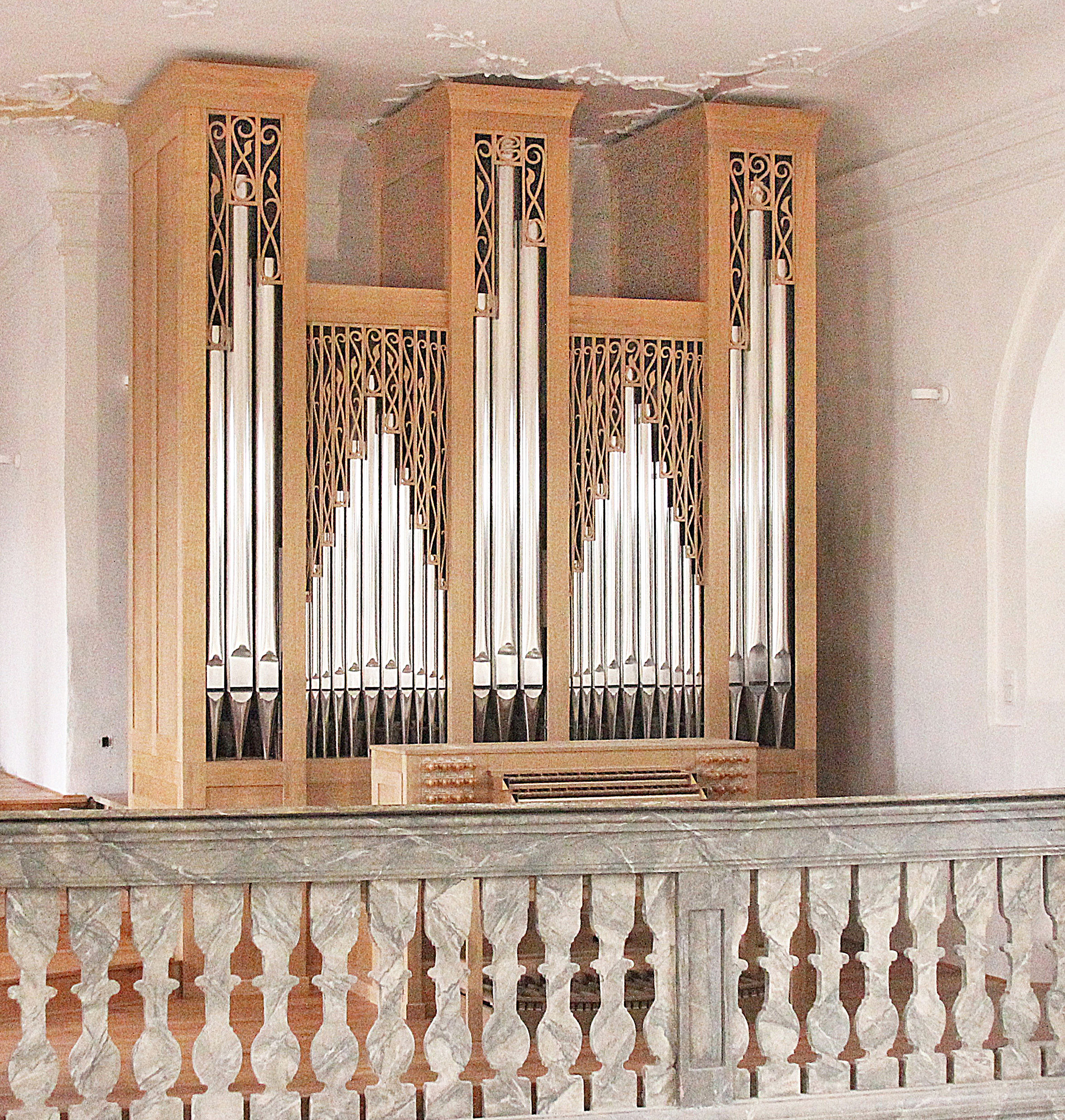
Prospekt
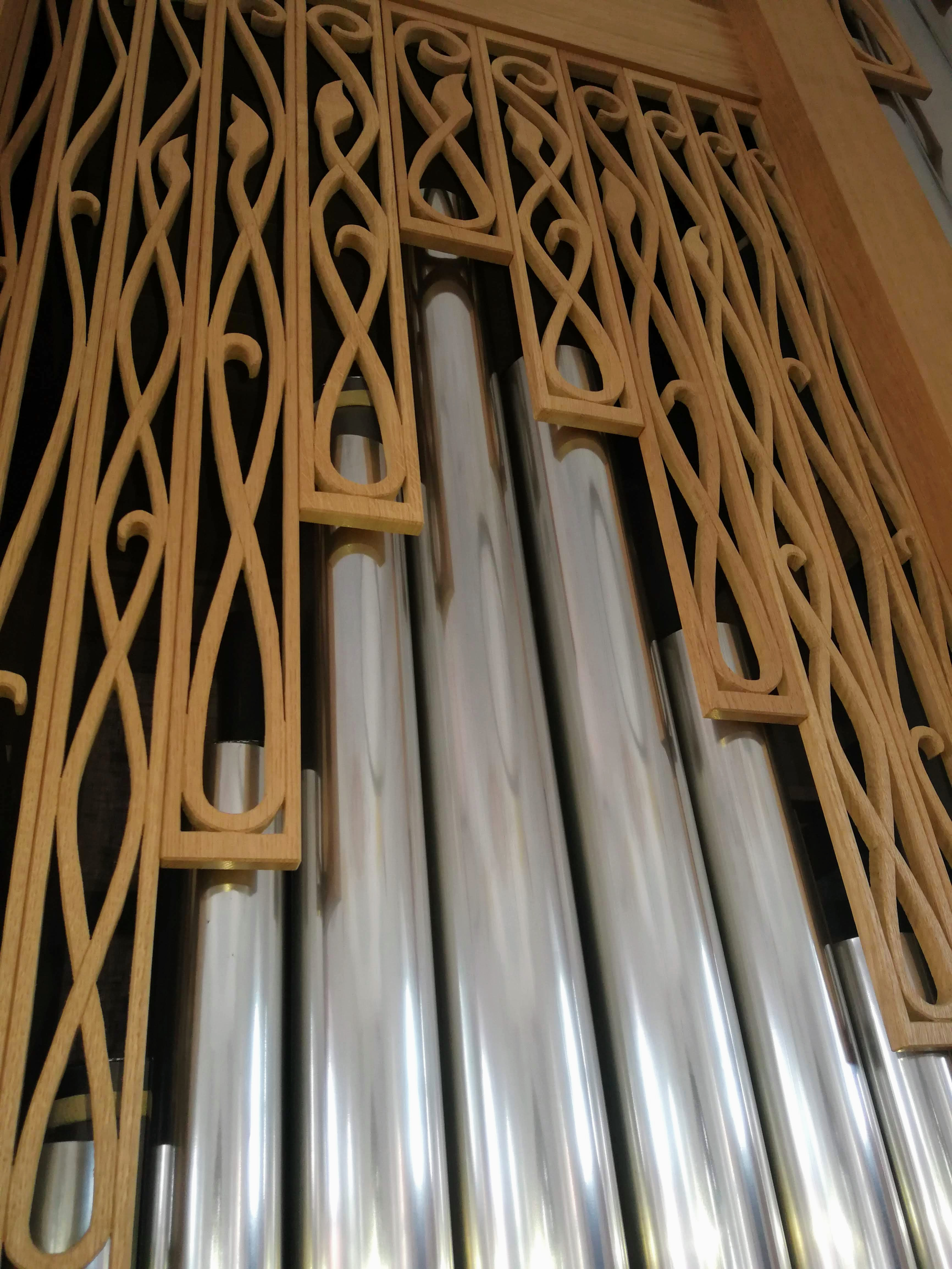
Detail des Prospekts
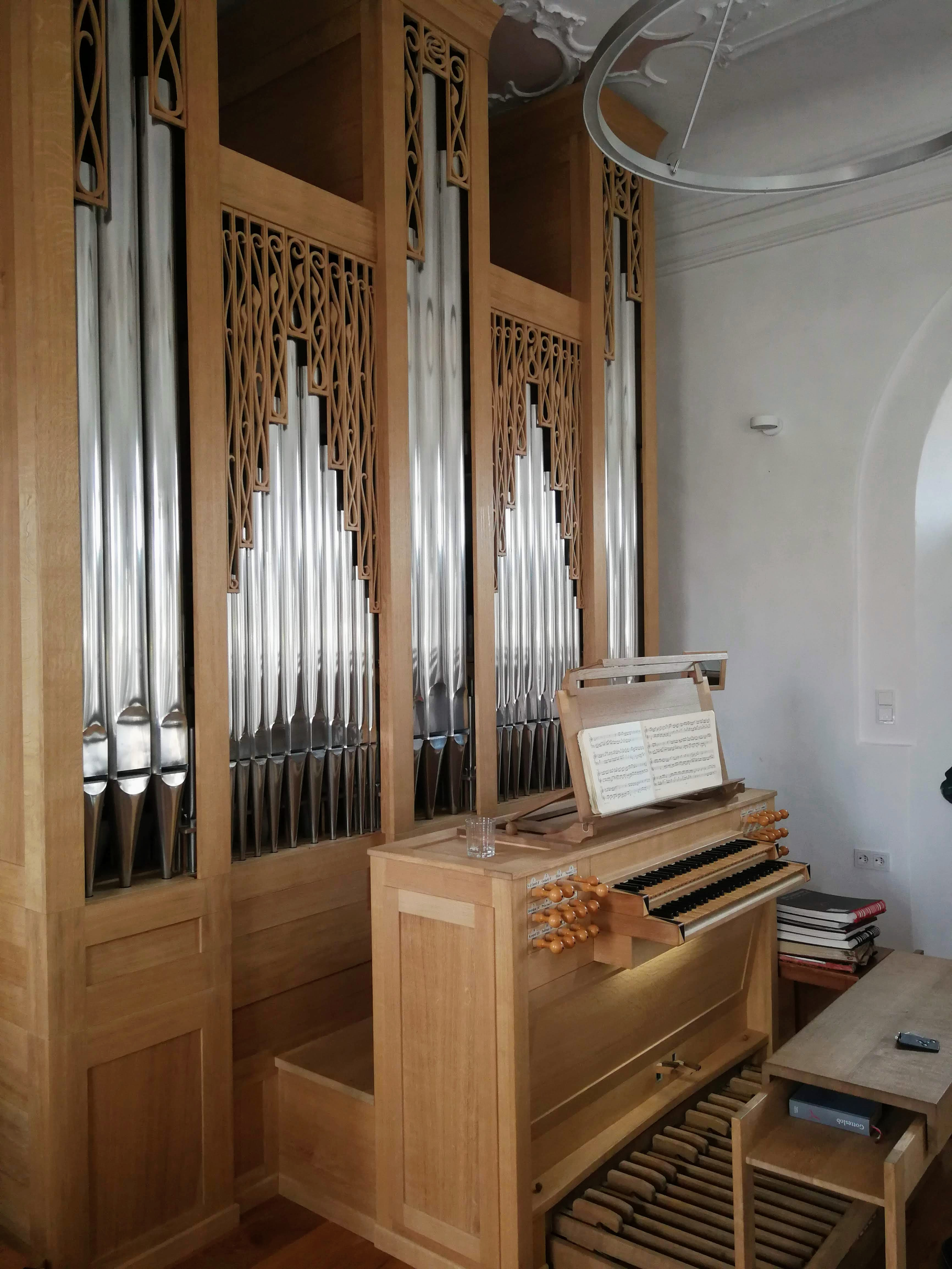
Spieltisch
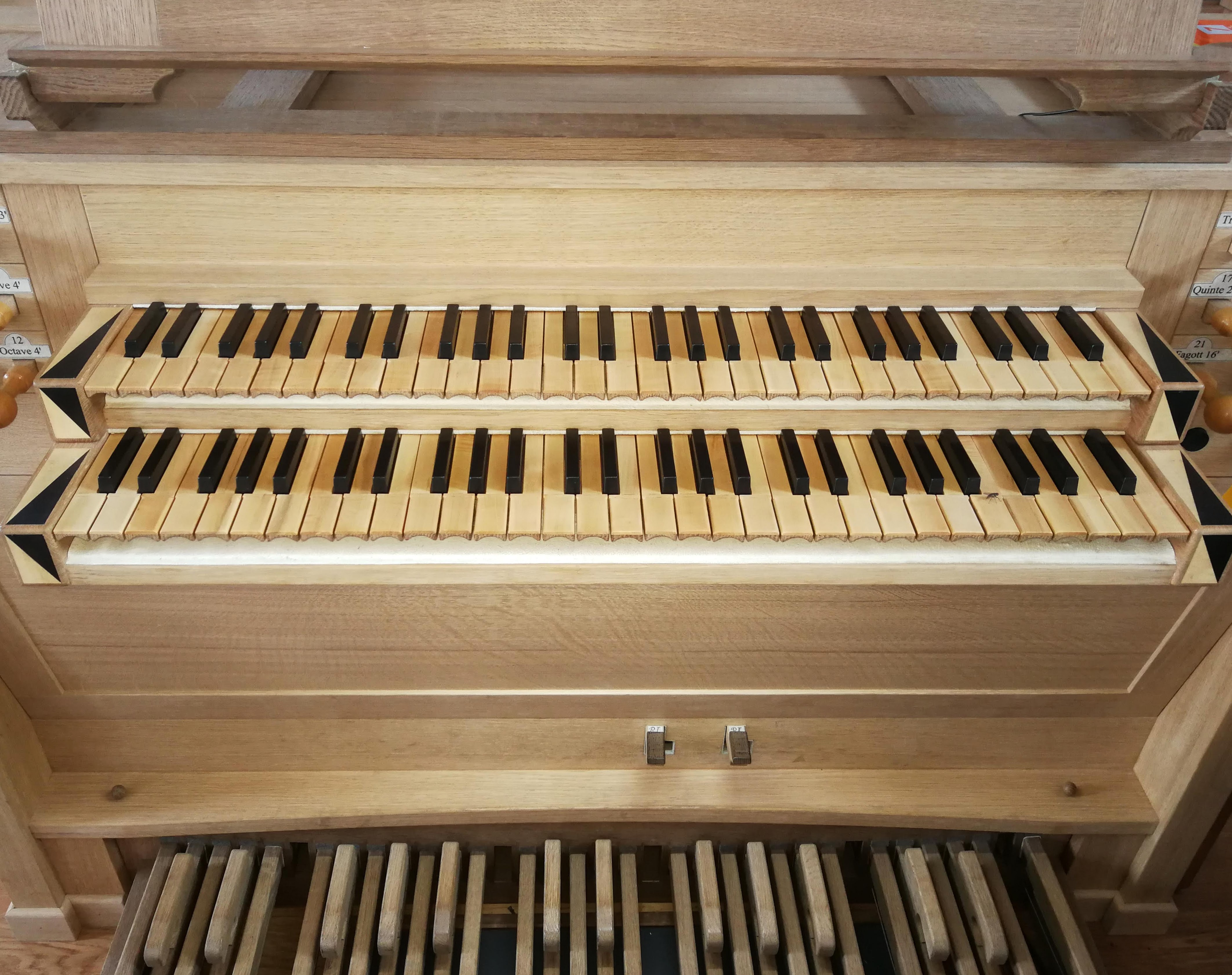
Manuale und Pedal
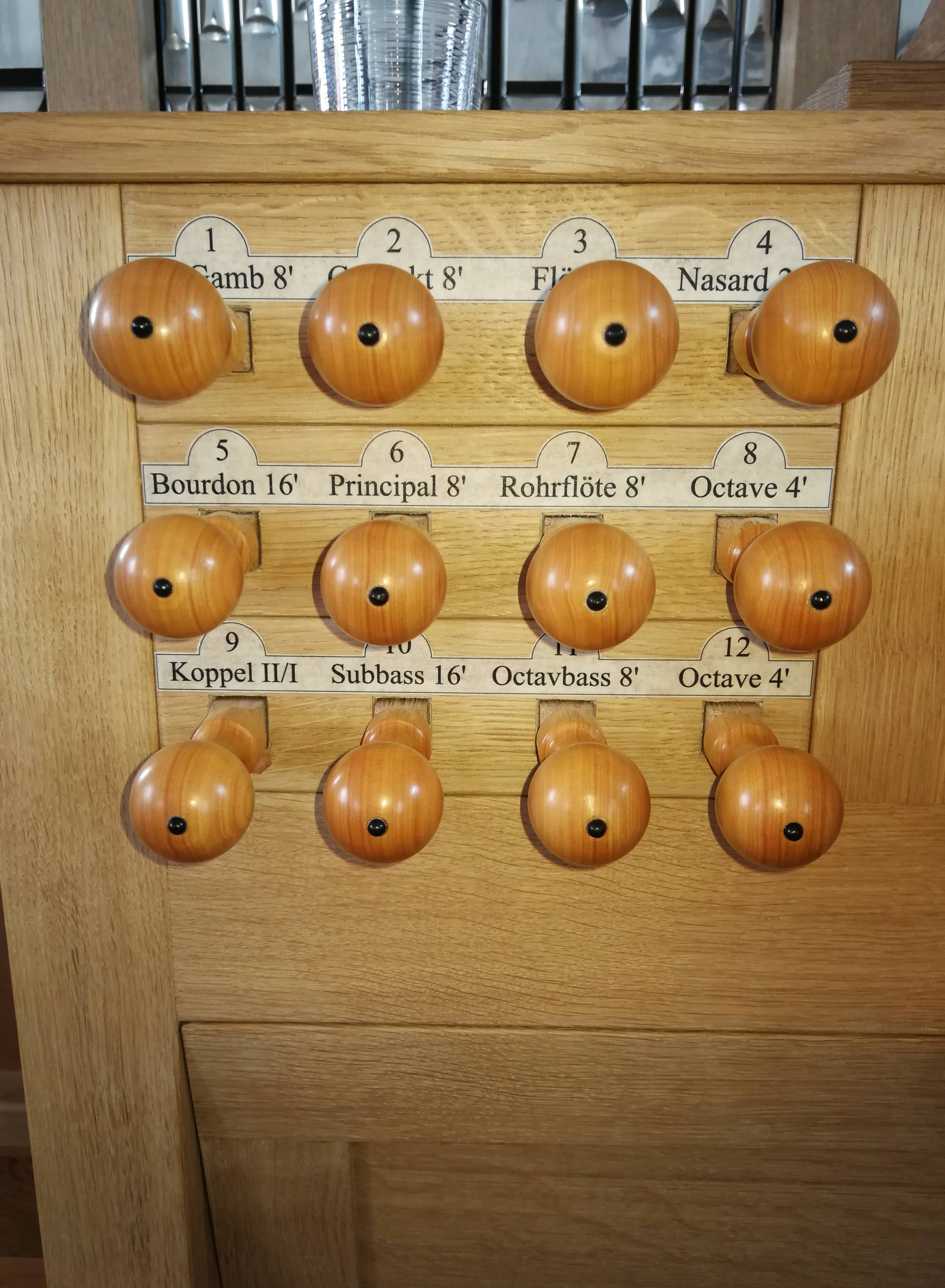
Registerzüge
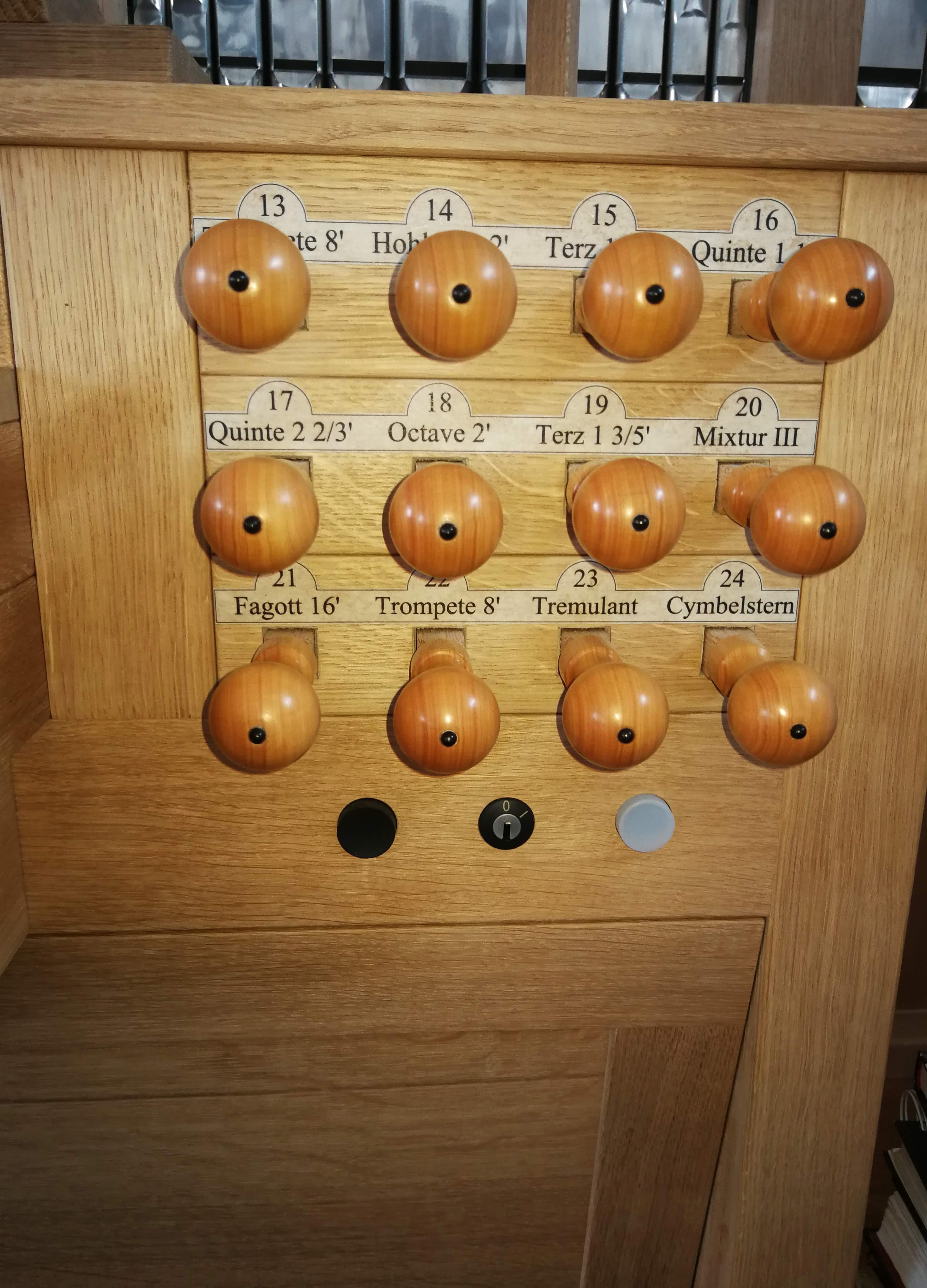
Registerzüge
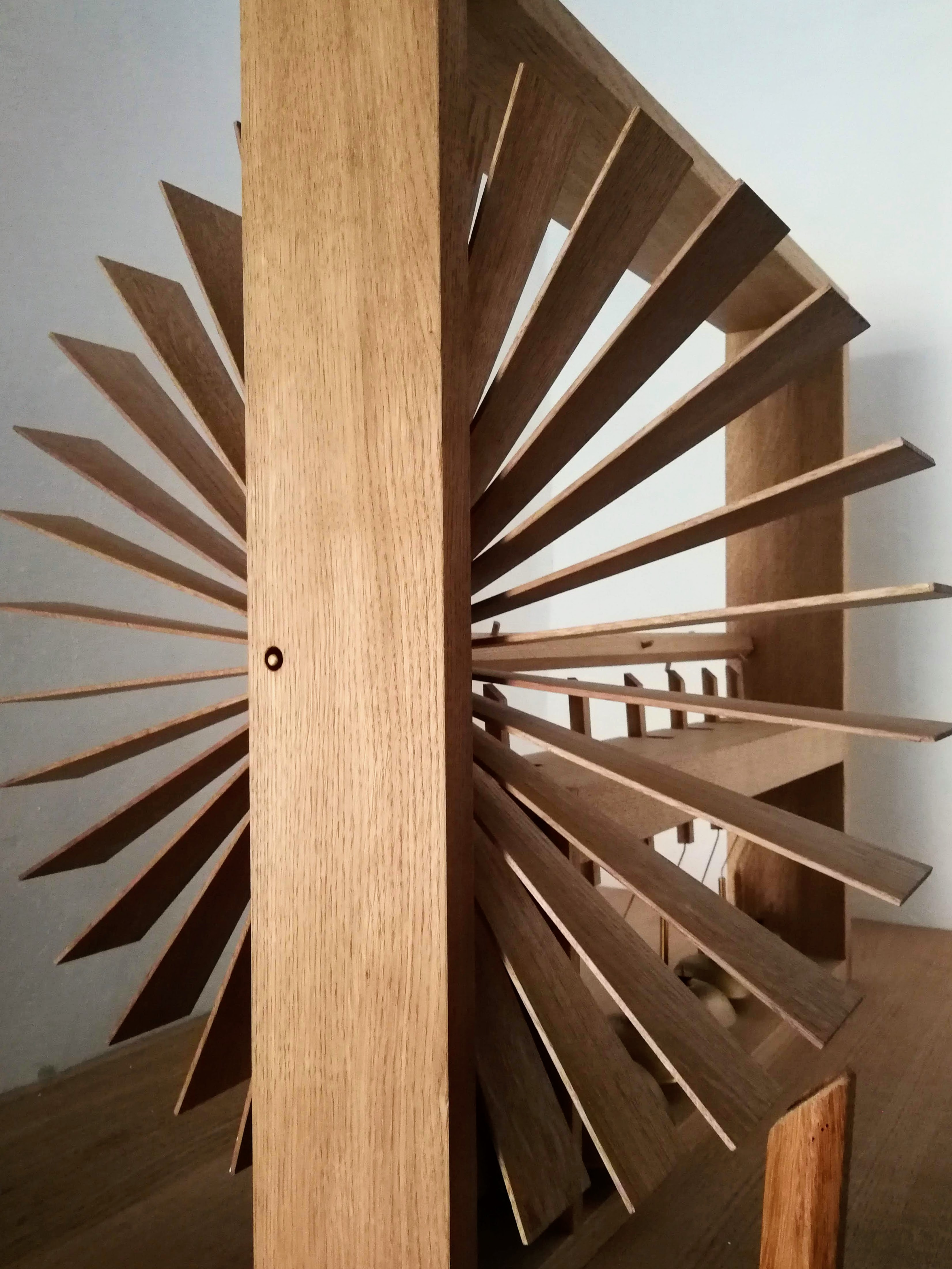
Cymbelstern

Das Vorgängerinstrument, 1940 von Eusebius Dietmann aus Lichtenfels in einem Prospekt von 1864 errichtet, wurde an die römisch-katholische Gemeinde von Zlatar im Norden Kroatiens verkauft.

### Glocken
Aus dem Turm der Pfarrkirche läuten vier Glocken mit der Tonfolge f1–a1–c2–d2. Die zweitgrößte Glocke, 1813 von Georg Michael Keller in Bamberg gegossen, überdauerte beide Weltkriege. Sie mit einer Abbildung Mariens als Himmelskönigin mit dem Jesuskind verziert. Diese steht auf der Mondsichel vor einem Strahlenkranz mit Gewölk. Außerdem befindet sich an der Glocke ein Wappen, das im verzierten Schild eine Krone über gekreuztem Zepter und Schwert darstellt; über dem Schild ist eine fünfzackige Krone dargestellt. Die übrigen drei Glocken wurden 1949 als Ersatz für im Zweiten Weltkrieg beschlagnahmte Glocken angeschafft. Die Glocken im Einzelnen:
| Nr. | Name        | Gussjahr | Gießer                        | Gewicht [kg] | Durchmesser [cm] | Schlagton | Aufschrift | Läuteanlass                    |
| --- | ----------- | -------- | ----------------------------- | ------------ | ---------------- | --------- | --- | ------------------------------ |
| 1.  | Christkönig | 1949     | ?                             | 904          | 118              | f1        | Christus, mein König, Dir mein Klang!                                                                                 | Evangeliumsglocke, Elfuhräuten |
| 2.  | St. Maria   | 1813     | Georg Michael Keller, Bamberg | 500          | 91               | a1        | SUB REGIMINE MAXIMILIANI JOSEPHI BAVARIAE REGIS (lat. „unter der Regierung des bayerischen Königs Maximilian Joseph“) | Angelusläuten                  |
| 3.  | St. Georg   | 1949     | ?                             | 272          | 79               | c2        | Vor Hagel, Frost und Wetterwüten, St. Georg wollest uns behüten!                                                      | Wandlungsglocke                |
| 4.  | St. Konrad  | 1949     | ?                             | 211          | 70               | d2        | St. Konrad in der Armut Kleid, erfleh uns Hilf im letzten Streit!                                                     | Sterbeglocke                   |